# Barroco ucraniano

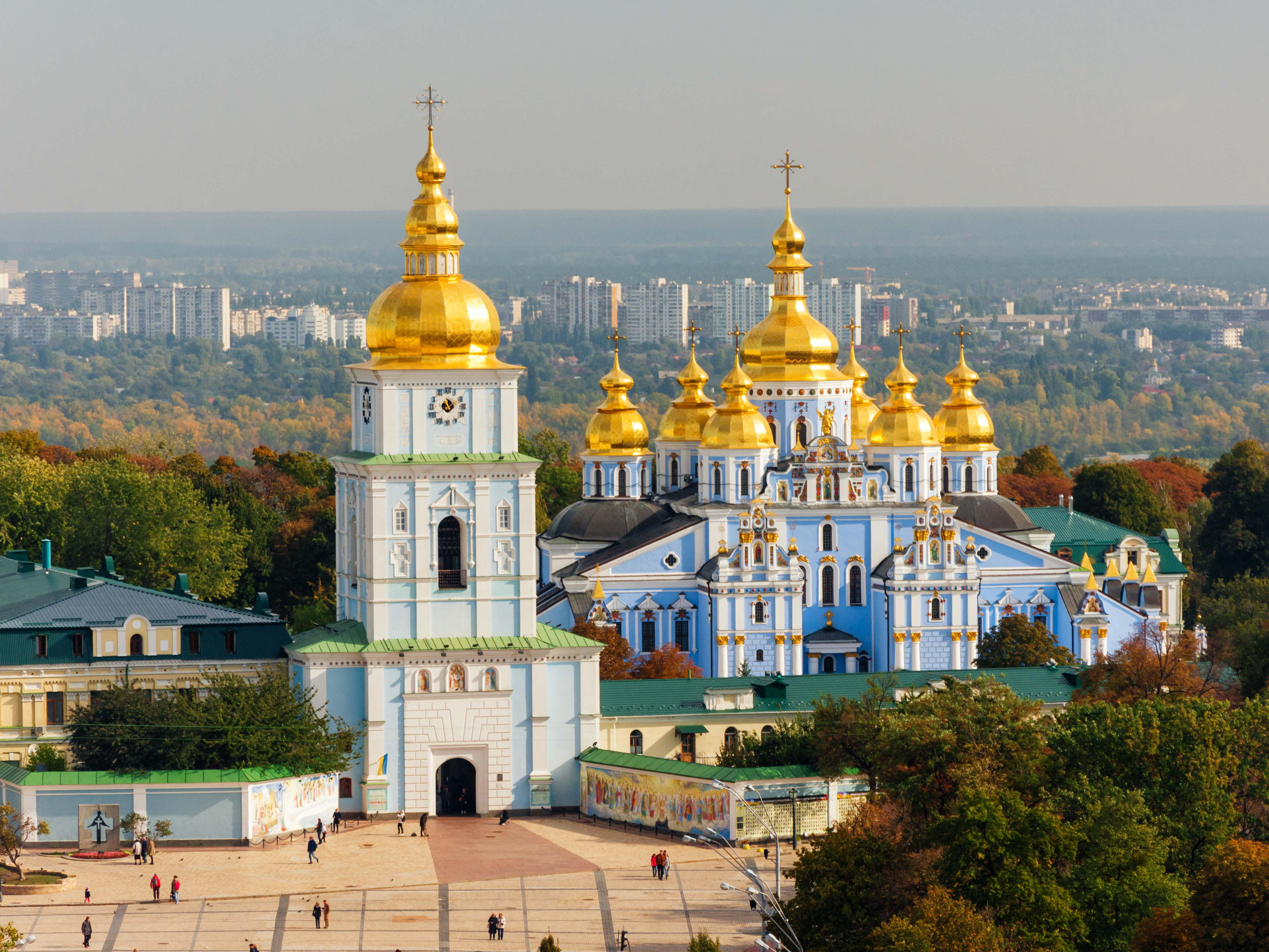
El Monasterio de San Miguel de las Cúpulas Doradas en Kiev, a pesar de ser iniciado en 1113, representa uno de los ejemplos más destacados de la arquitectura barroca ucraniana.

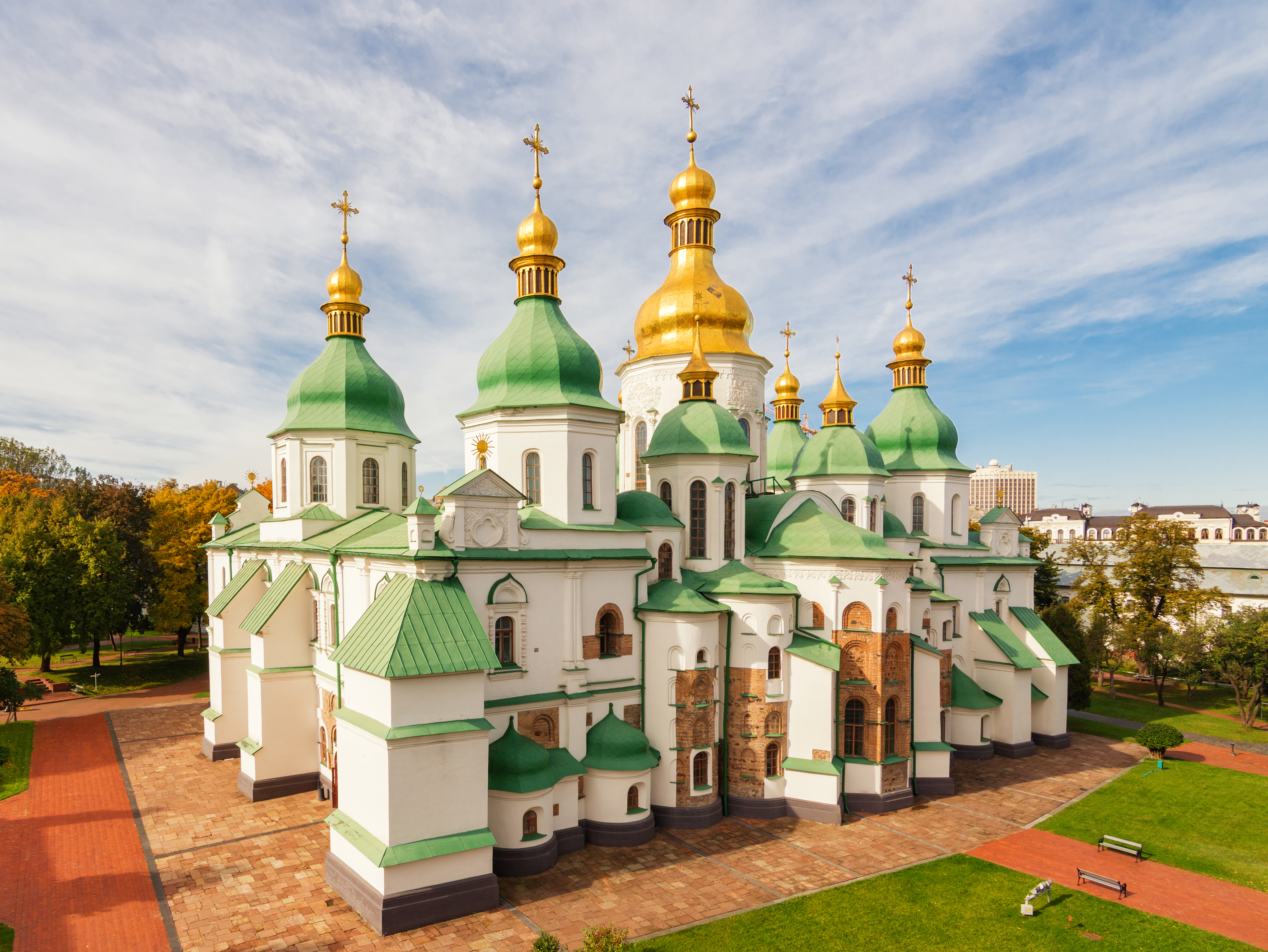
Catedral de Santa Sofía, Kiev. Aunque su estructura original es bizantina, las adiciones y restauraciones del y, como el campanario y el refectorio, son ejemplos notables del barroco. (Patrimonio de la Humanidad)

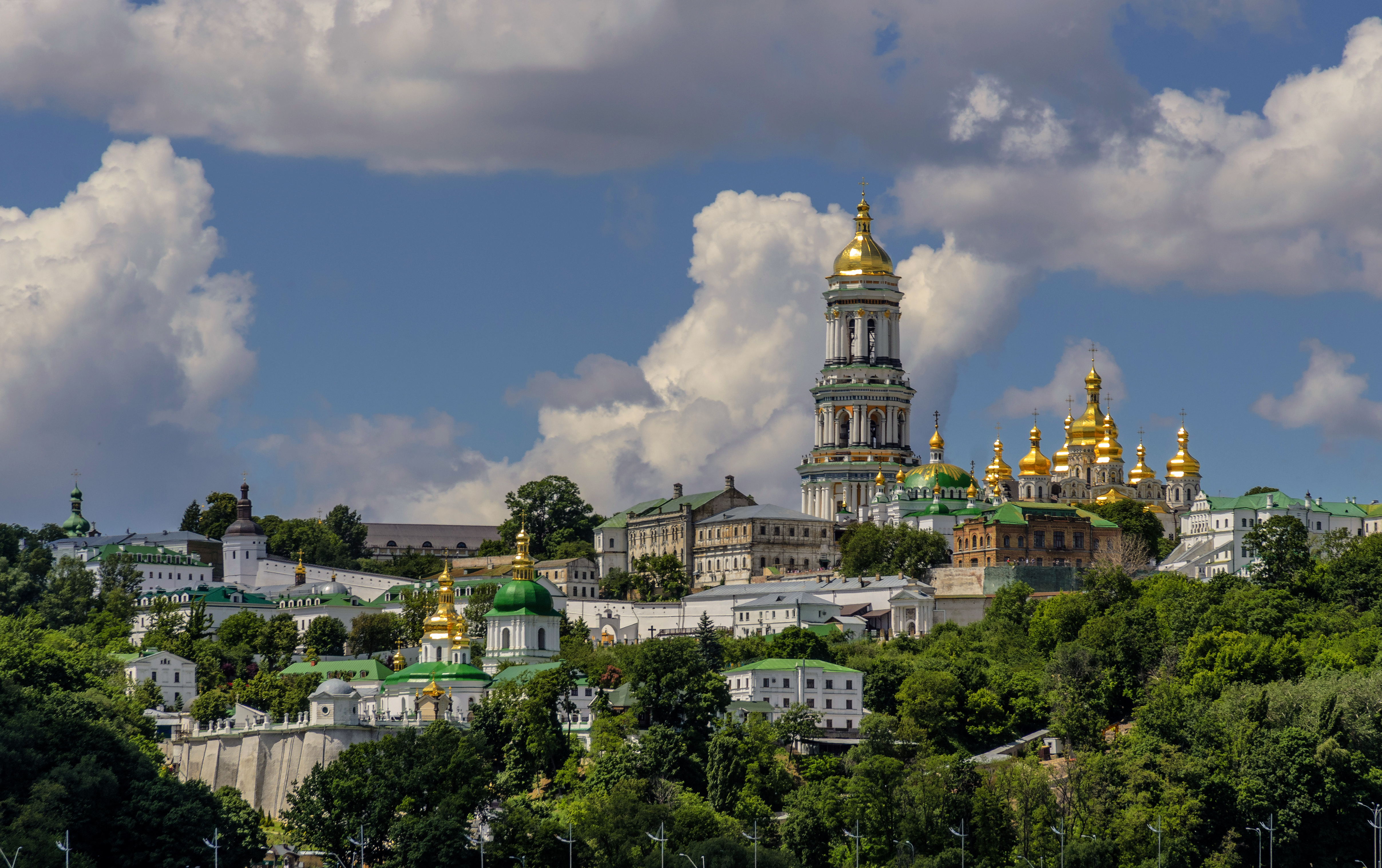
Monasterio de las Cuevas de Kiev (Pechersk Lavra), complejo monástico con iglesias con elementos barrocos, como la gran iglesia de la Dormición y la iglesia de Todos los Santos (Patrimonio de la Humanidad)

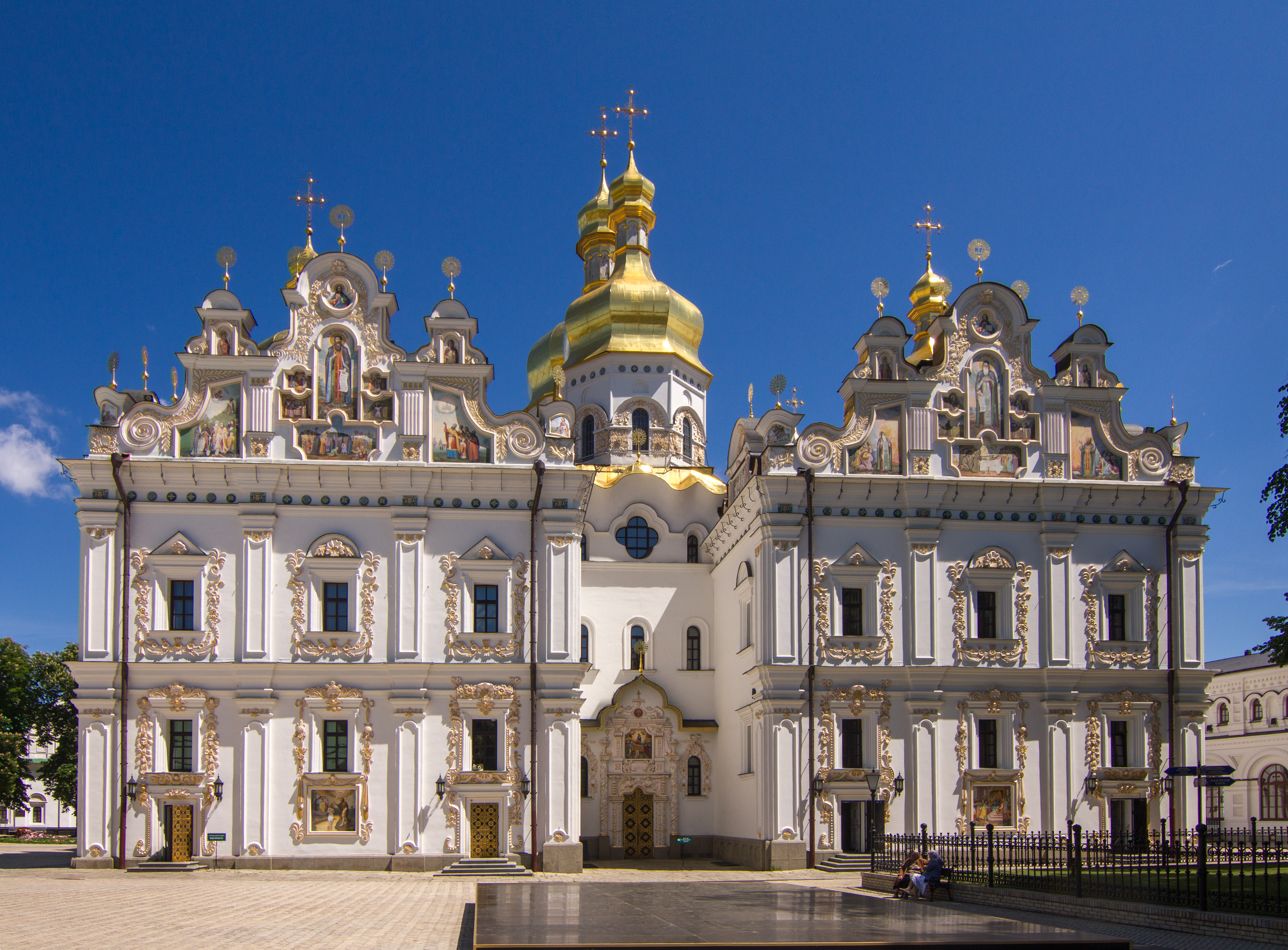
Catedral de la Dormición, principal iglesia del Monasterio de las Cuevas de Kiev. Fue construida entre 1073 y 1078 por el monje Teodosio y fundada por el príncipe Sviatoslav II. El 3 de noviembre de 1941, en plena Segunda Guerra Mundial, tropas soviéticas minaron el edificio, quedando totalmente destruido. La reconstrucción de la catedral comenzó en 1988 y quedó terminada en agosto de 2000.

El barroco ucraniano (en ucraniano: Українське бароко), también conocido como barroco cosaco (Козацьке бароко) o barroco Mazepa, fue un estilo arquitectónico que se difundió en Ucrania de la margen izquierda del Dniéper y en la región oriental, en la Ucrania Slobodá durante la era del Hetmanato cosaco, en los siglos XVII y XVIII, siguiendo variaciones de estilos diferentes que reunían las particularidades, a la vez tanto del barroco occidental, como de la arquitectura renacentista, de la arquitectura de la iglesia ortodoxa, heredera de la arquitectura antigua de la Rus de Kiev, y de la arquitectura ucraniana en madera.
Gracias a las influencias de Europa occidental, desde finales del siglo XVI las tierras de la Ucrania moderna quedaron bajo la influencia de la forma de arte y arquitectura barroca secularizada, que aún era desconocida en el vecino zarato ruso. Según el historiador Serhii Plokhy, Petró Mohyla, metropolitano de Kiev de 1633 a 1647, fue crucial en el desarrollo del estilo como parte de su impulso para reformar la Iglesia Ortodoxa Ucraniana y adaptar la Iglesia a los desafíos de la Reforma y de la Contrarreforma. El barroco ucraniano alcanzó su apogeo en la época del hetman cosaco Ivan Mazepa, de 1687 a 1708. El barroco de la época Mazepa fue una síntesis original de las formas arquitectónicas del barroco de Europa occidental y las tradiciones arquitectónicas del barroco nacional ucraniano.
El barroco ucraniano se distingue del barroco de Europa Occidental por el uso de una ornamentación más moderada y unas formas más simples. Son muchos los edificios barrocos ucranianos que se han conservado, incluidos varios edificios en Kiev, en los monasterios de  de las Cuevas y de San Miguel de Vydubichi. El historiador Andrew Wilson ha identificado como mejores ejemplos de este estilo la iglesia de Todos los Santos, la catedral de la Asunción y la Puerta de la Trinidad dentro del Kiev Pechersk Lavra, junto con el monasterio de San Miguel de las Cúpulas Doradas en Kiev y la iglesia de Santa Catalina en Chernígov. El exterior de la catedral de Santa Sofía en Kiev también sufrió importantes modificaciones en estilo barroco. Otro ejemplo del estilo es la iglesia de San Elías en Subotiv, donde Bohdan Khmelnytsky enterró a su hijo Tymish en 1653 después de su muerte en batalla. La iglesia también aparece representada en el billete de 5 ₴.
El barroco ucraniano dio origen al barroco moscovita o barroco de Moscú o incluso al barroco Naryshkin y el «estilo Mazepa» (llamado así por el arquitecto Ivan Mazepa), se encuentra en las iglesias de Moscú desde finales del siglo XVII. con las características cúpulas acebolladas.

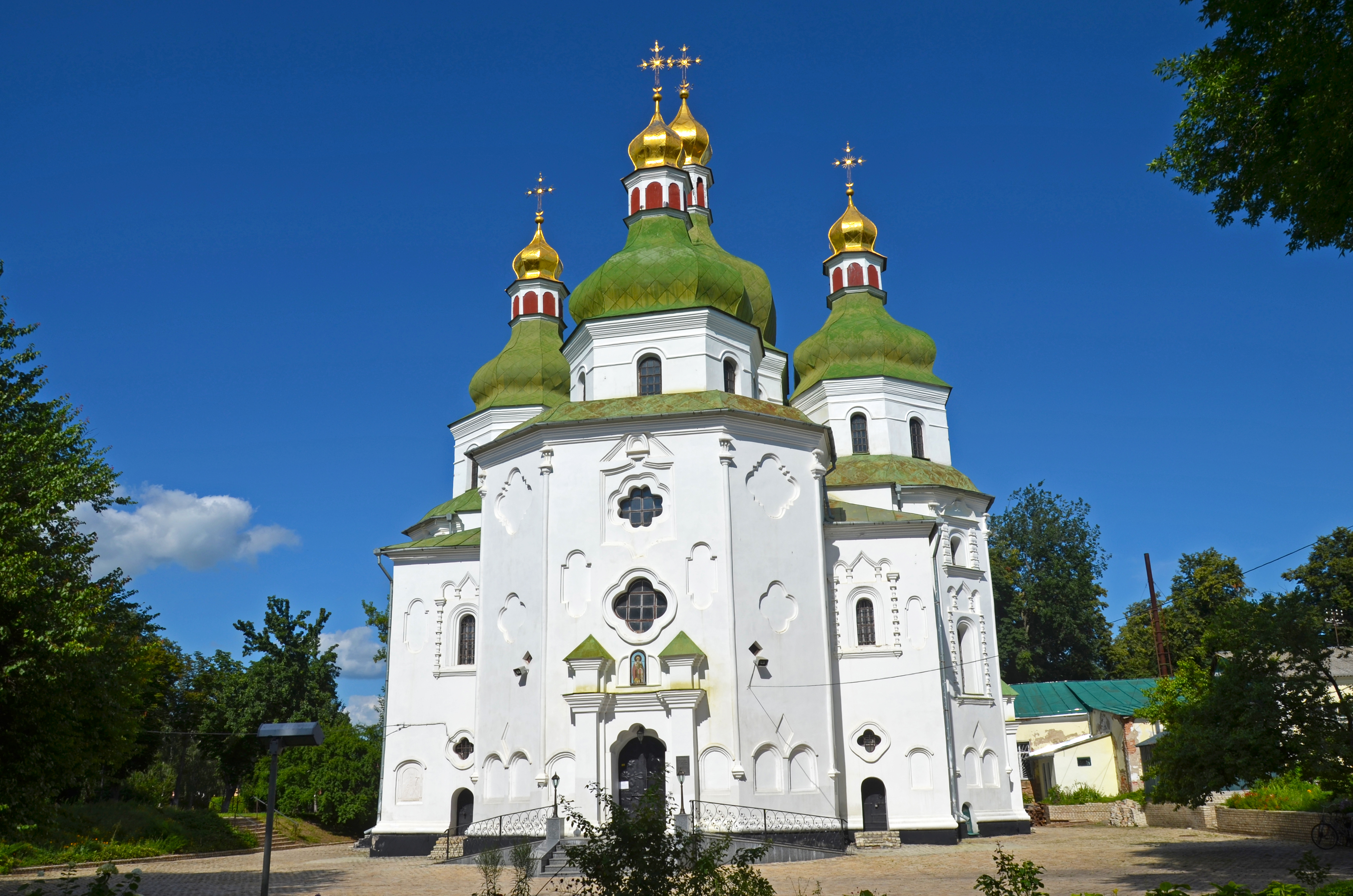
Catedral de San Nicolás en Nizhyn (1653), uno de los primeros monumentos arquitectónicos del barroco Mazepa
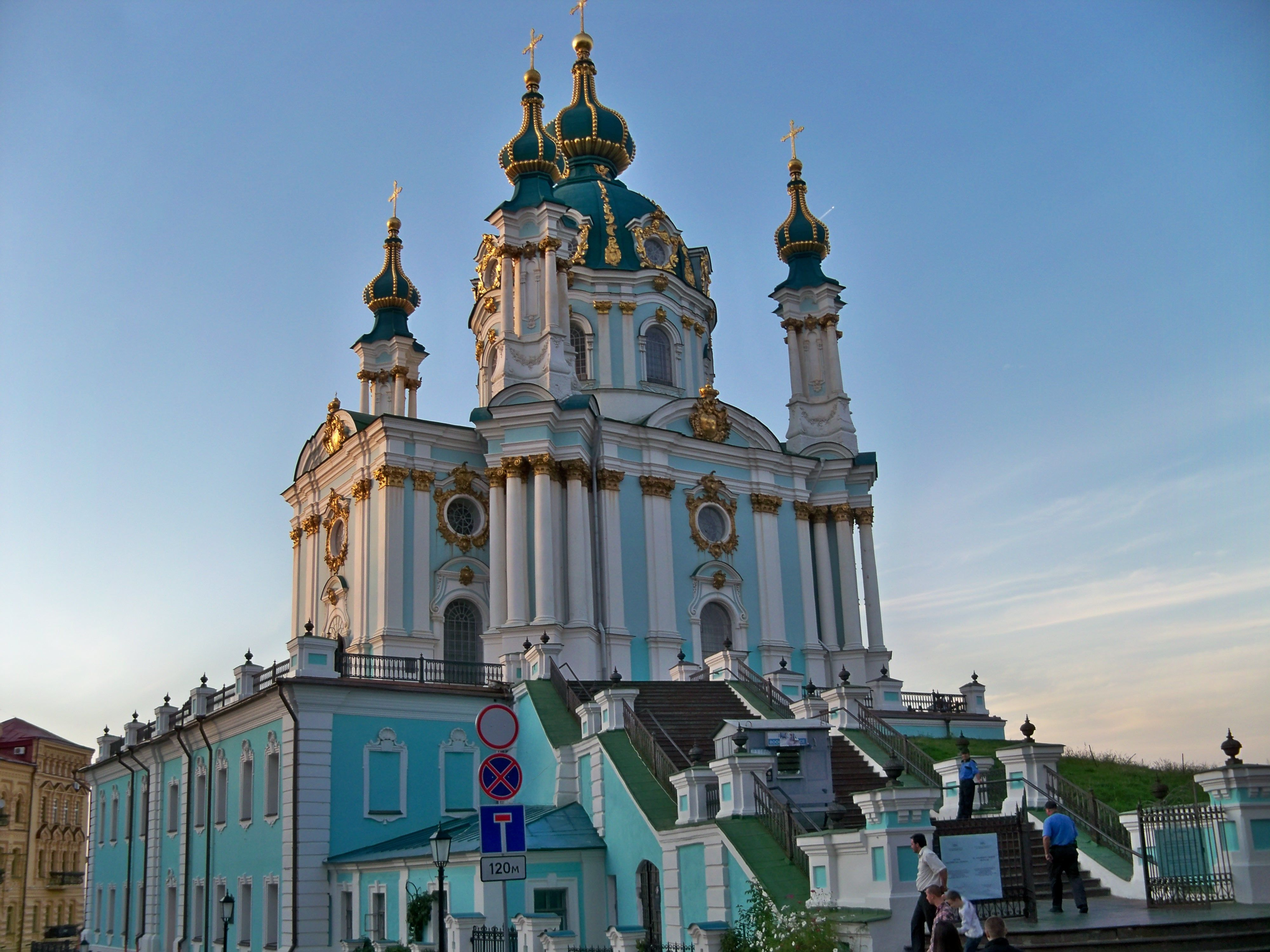
Iglesia de San Andrés de Kiev (1747-1754), obra de Ivan Fyodorovich Michurin según planos de Bartolomeo Rastrelli.
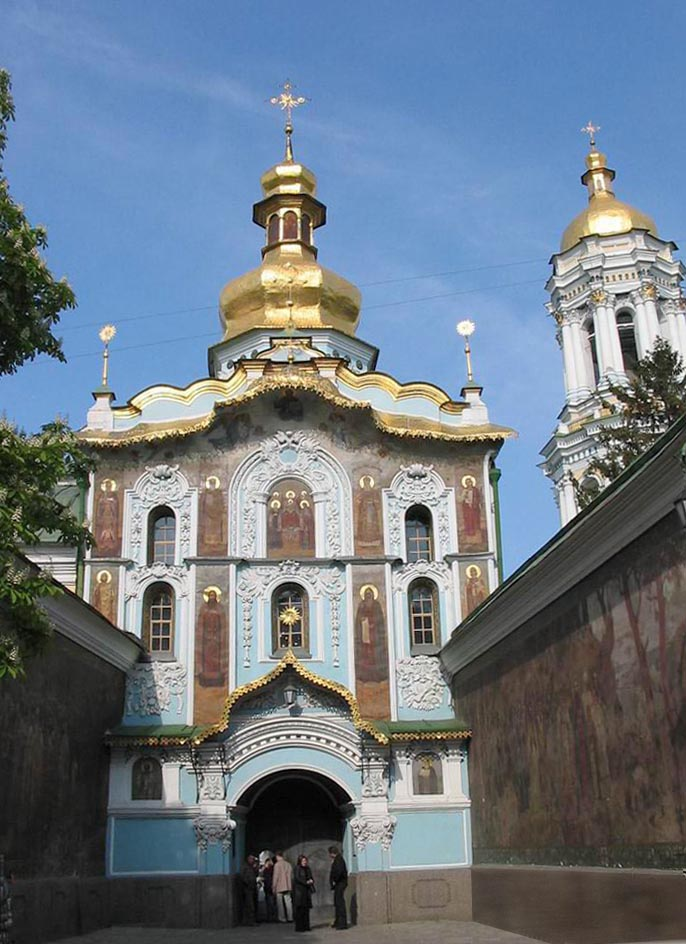
Iglesia de la Puerta de la Trinidad (Pechersk Lavra).
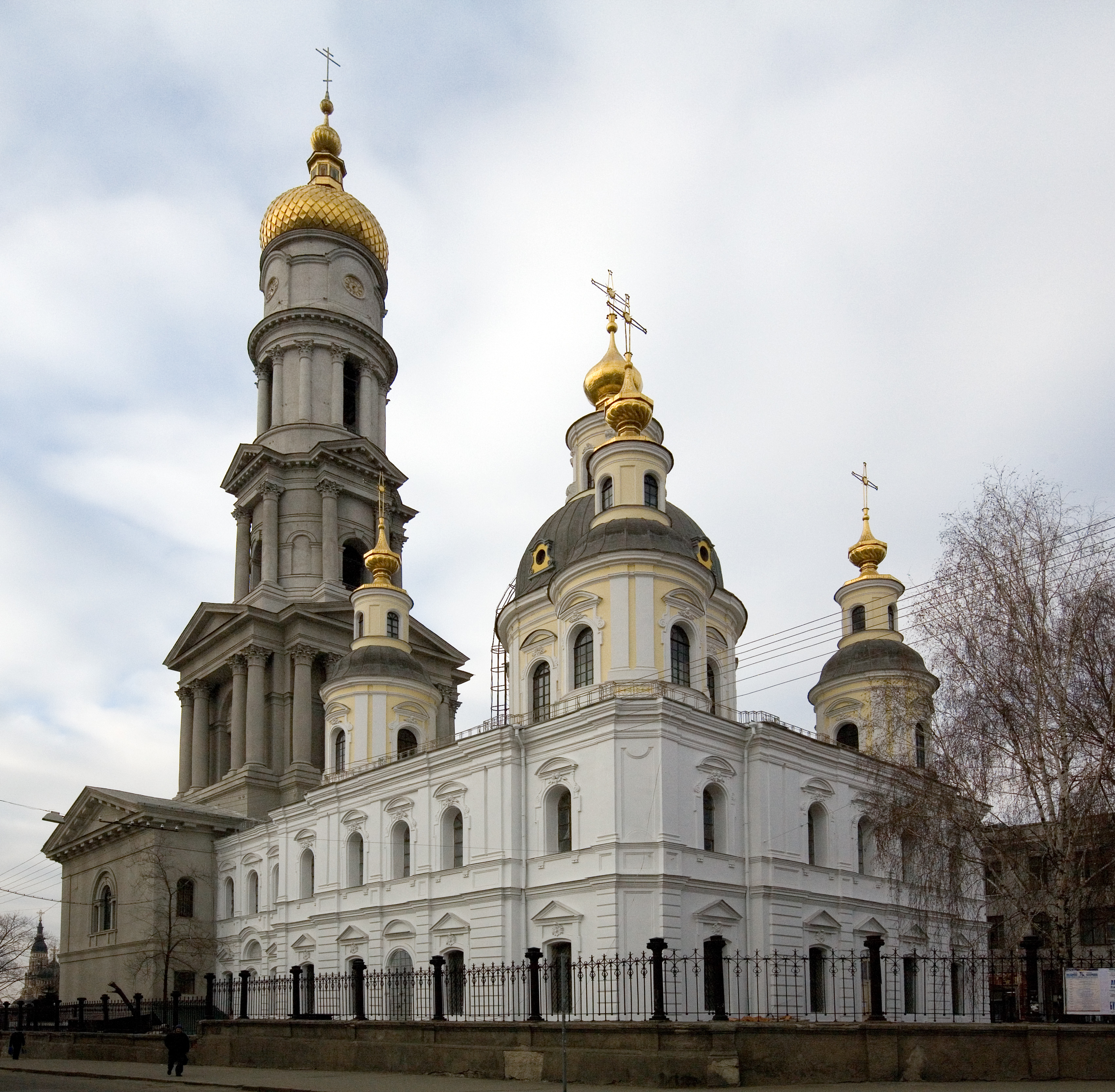
Catedral de la Dormición, Járkov (1685-1687, rec. 1771-1777)
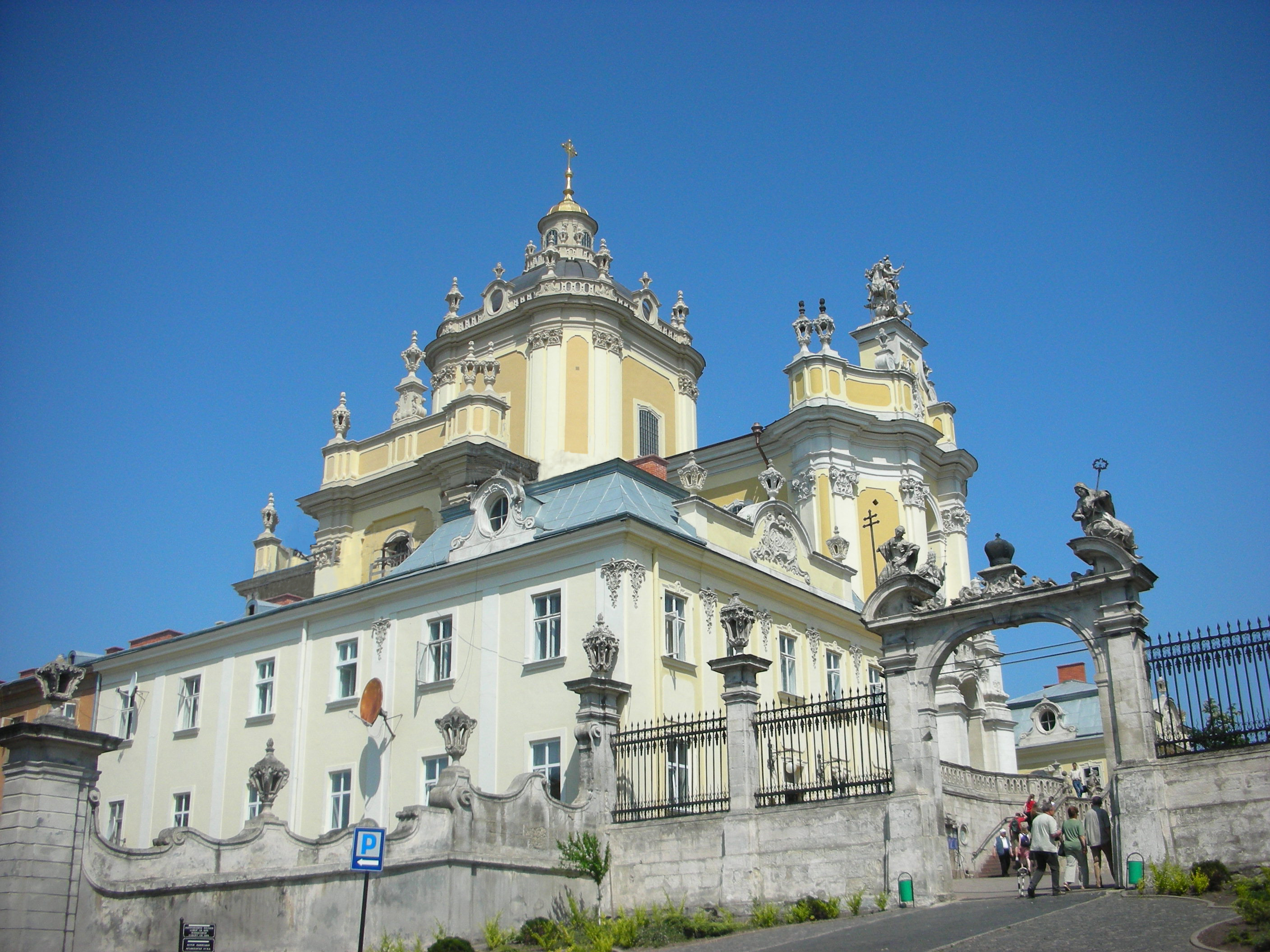
Catedral de San Jorge (1744-1760), parte del centro histórico de Leópolis, inscrito en la lista de la UNESCO.

## Desarrollo histórico-geográfico

### Inicios del barroco ucraniano
La construcción de edificios barrocos en el este de Ucrania, en las regiones donde la ortodoxia era la religión principal, fueron precedidas en el oeste, en Galitzia y en Lviv, en particular, por los edificios de estilo barroco polaco, en regiones influenciadas por la Iglesia greco-católica ucraniana. La planta de estos edificios era la planta basílical de las iglesias católicas, con una fachada occidental a veces flanqueada por dos torres. La iglesia de los Santos Apóstoles Pedro y Pablo  de Lviv (1630), frecuentemente citada como ejemplo, representa a la vez un modelo de iglesia de estilo jesuita (su modelo es la iglesia del Gesù en Roma) y barroco.
Sin embargo, esta región de Galitzia no formaba parte de Ucrania sino de Polonia o del Imperio austrohúngaro de los Habsburgo en el momento en que se construyeron esos edificios. Al final del periodo barroco, en el siglo XVIII continuó el desarrollo del barroco, todavía en Galitzia, pero en el estilo rococó. La catedral de San Jorge de Lviv, catedral de la Iglesia greco-católica ucraniana, es muy representativa de este estilo.
El barroco ucraniano dio origen al barroco moscovita o barroco de Moscú o incluso al barroco Naryshkin y el «estilo Mazepa» (llamado así por el arquitecto Ivan Mazepa ), se encuentra en las iglesias de Moscú desde finales del siglo XVII.
El desarrollo del barroco ucraniano en la parte oriental del país está relacionado por primera vez con la rebelión de Jmelnitski contra la República polaca, que ocurrió entre 1648 y 1657 entre los cosacos. Este levantamiento significó en última instancia la pérdida del control polaco en beneficio de Rusia sobre la parte oriental de la Ucrania llamada Ucrania de la margen izquierda y, más al este, la Ucrania Slobodá. En estas regiones orientales, la concepción tradicional de iglesias populares de madera y de varios pisos estaba muy extendida.
Mezclado con elementos provenientes de la arquitectura barroca occidental difundida hacia el Este por la Polonia católica, producirá este estilo particular de «barroco ucraniano».

### Continuación de la tradición de las construcciones de la antigua Rusia

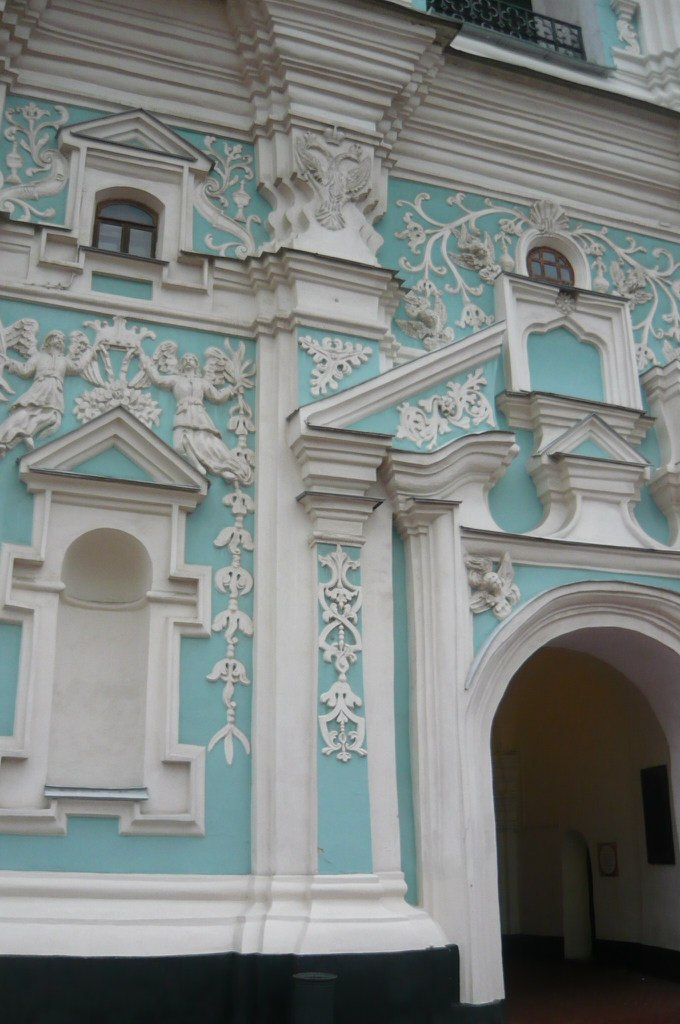
Parte de la decoración del carillón de la catedral de Santa Sofía de Kiev

El nacimiento del barroco ucraniano también está vinculado a la restauración, en Kiev y en Chernigov, de iglesias del período premongol bajo el metropolita Petró Mohyla y sus sucesores. Mohyla se distinguió por su actividad restauradora: fue él quien consolidó la catedral de Santa Sofía de Kiev.
Desde la decadencia de la Rus de Kiev, en el siglo XII, y de las invasiones mongolas durante la presencia de estos últimos en Europa en los siglos XIII, XIV y XV, toda vida artística había cesado en Ucrania. Después de un letargo de cinco siglos, se emprendió la construcción y restauración de varios edificios ortodoxos. La restauración incluyó numerosas ampliaciones: a las bóvedas de los edificios, que a menudo estaban en ruinas, se añadieron varias cúpulas en forma de pera o de capullo (como bulbos plantados en fila).
Estas cúpulas estaban sostenidas por tambores cuyo diámetro en la parte superior era fijo. Las cúpulas posadas sobre estos tambores podían ser: semiesféricas del mismo diámetro, bulbosas de diámetro idéntico al del tambor, bulbosas de diámetro mayor que el del tambor, o incluso de menor diámetro. Lo que es característico en Ucrania, y por lo tanto difiere del estilo ruso, es que el diámetro del bulbo suele ser menor que el del tambor, a diferencia de los diámetros de los bulbos en Rusia, que suelen ser mayores que los del tambor. Las cúpulas doradas del monasterio de San Miguel de las Cúpulas Doradas son un ejemplo: tanto la cúpula central como las más pequeñas, del piso inferior, coronan el tambor con un diámetro menor que el del tambor.
El color de las cúpulas puede ser dorado o plateado. 
A las estructuras monumentales cruciformes se añade una decoración que divide los espacios por pilastras, antecuerpos, pórticos y luego los adorna con ornamentos: ángeles, plantas, ramas, frontones, volutas y cartouches contorneadas. Los edificios están encalados o enlucidos, cuidando el contraste de los colores azul y blanco. Los fustes de las pilastras y de las columnas están ricamente decorados.
Entre los monumentos restaurados en este estilo antiguo, cabe mencionar el monasterio de Elietskiy de Chernígov, la catedral de Santa Sofía de Kiev, la catedral de la Dormición de Kiev del monasterio de las Cuevas de Kiev, las catedrales del monasterio de San Miguel de Vydubichi y la del monasterio de San Miguel de las Cúpulas Doradas en Kiev.
Los campanarios aparecieron al mismo tiempo que los primeros monasterios en Ucrania. Fueron construidos en varios niveles y alejados del edificio principal, rematados con una cúpula masiva en forma de pera. Las zonas habitables de los monasterios fueron rodeadas de muros de piedra elegantemente decorados. Precisamente hacia el aspecto de los edificios antiguos miraban los constructores de los nuevos monasterios. Según los cánones tradicionales de las iglesias ortodoxas, una planta cruciforme estaba coronada por tres, cuatro, cinco y, a veces, incluso seis cúpulas. Al mismo tiempo, fueron decoradas en estilo barroco polaco (católico) y, en ocasiones, estaban flanqueadas, en la fachada, por dos torres. Las catedrales de este tipo forman parte de los edificios llamados «Ivan Mazepa»: la catedral de la Santísima Trinidad de Chernigov (1679-1695), la catedral castrense de San Nicolás de Kiev (1690-1696), uno de los edificios más bellos de Kiev destruido en 1934, y el monasterio de los hermanos (1690-1693).
Entre los arquitectos ucranianos del período barroco cabe mencionar a Ivan Petrovich Zaroudniy, Stepan Demyanovitch Kovnir, Osip Startsev o Iván Grigoróvich-Barski.

### Arquitectura popular de madera

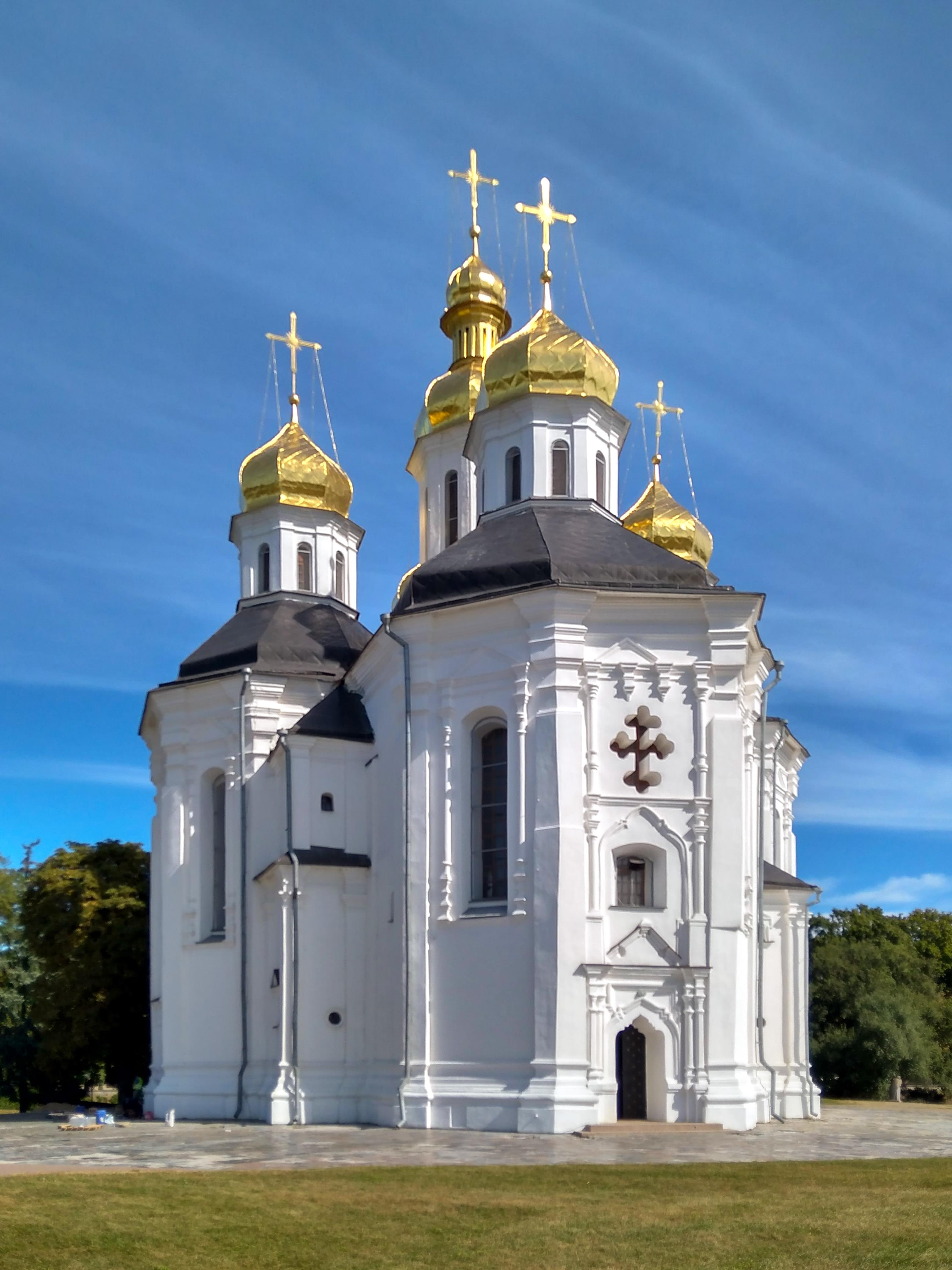
Iglesia de Santa Catalina en Chernígov (1715)

Los edificios parroquiales que existían en la parte oriental de Ucrania no fueron construidos por decisión de órdenes monásticas sino por las comunidades de creyentes, siguiendo el modelo de la arquitectura cosaca en madera. Precedieron a la época barroca. Las iglesias barrocas construidas en piedra tomaron prestada su planta de la típica iglesia ortodoxa ucraniana en forma de cruz, pero se inspiraron en las iglesias rurales de madera de tres o cinco troncos rematadas con techos octogonales.
La iglesia de Santa Catalina en Chernígov, por ejemplo, está cubierta con tejados octogonales. Sus ábsides están muy desarrollados y son relativamente altos. Cada uno está rematado con un tambor facetado. Una cúpula en forma de pera, característica en Ucrania, cubre el tambor. Sobre el tambor central se añade una segunda cúpula más pequeña en la parte superior. La estructura octogonal del nivel de los ábsides se convierte en una base redondeada a los pies de los tambores pasando por una cubierta troncopiramidal de cubierta lisa.

## La arquitectura del hetman Ivan Mazepa

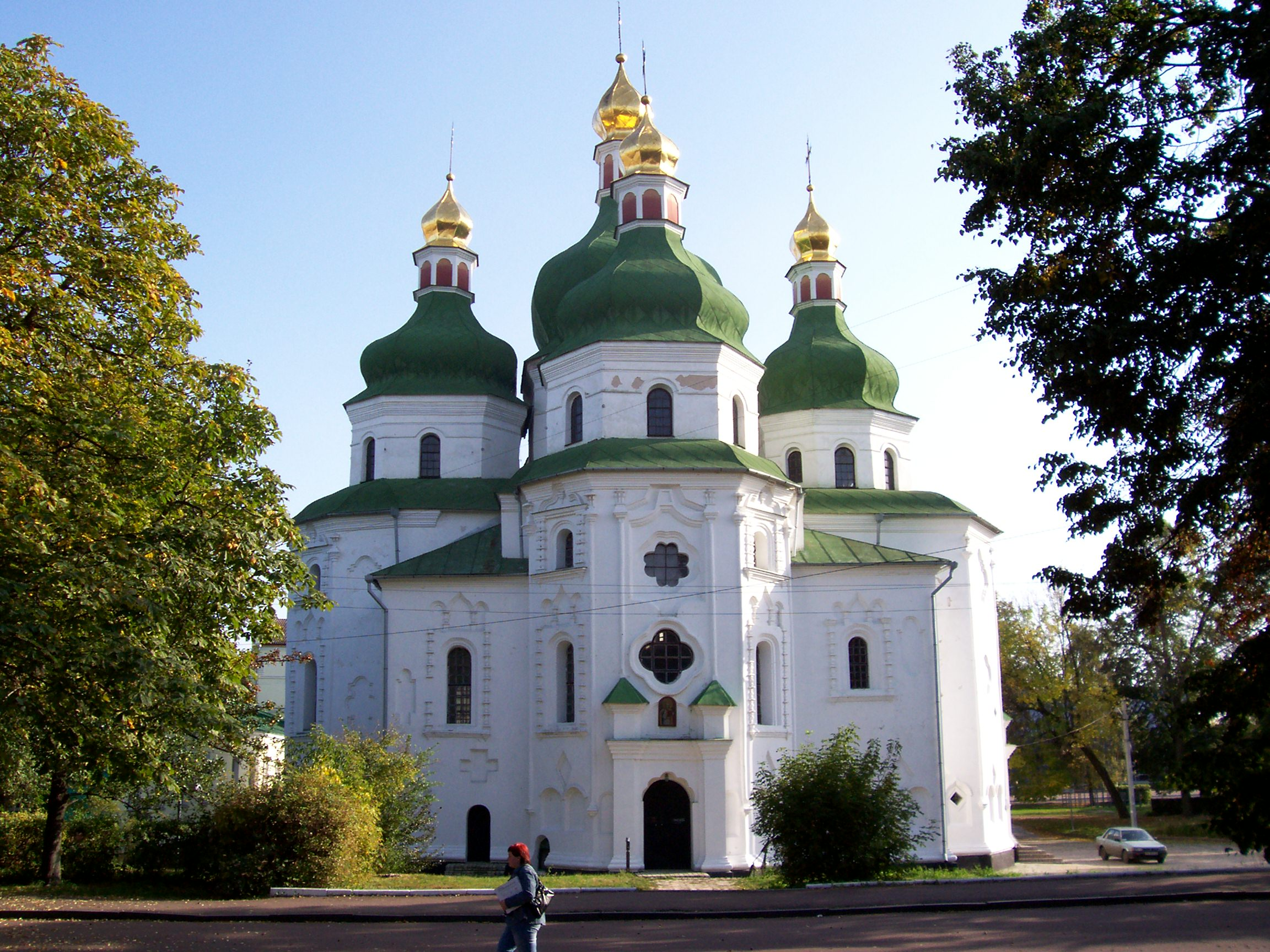
Catedral de San Nicolás en Nizhyn (1653): es uno de los primeros monumentos arquitectónicos del barroco Mazepa

El período más fértil de la historia de la arquitectura ucraniana está vinculado a los hetmanes Ivan Samoïlovitch (r. 1672-1687), Ivan Mazepa (r. 1687-1709) y Danylo Apostol (r. 1727-1734). La catedral de San Nicolás es uno de los primeros ejemplos de este período en Nizhyn (1668-1670) y la iglesia de la Transfiguración de Sorotchintsy debida a Apóstol en 1733 una de las últimas. Los tres hetmanes participaron en la construcción de los edificios no sólo a través de sus proyectos y planes, sino también participando en su financiación. A Mazepa le corresponde la palma por el número de iglesias restauradas. Así que el término «barroco Mazepa» se utiliza como sinónimo a veces de «barroco ucraniano».
- Monasterio de Mhar cerca de Lubny, fundado en 1619, el catolicón, la Iglesia de la Transfiguración, se construyó en 1680s-1694 y el campanario en 1785-1844;
- Catedral de la Ascensión de Pereyáslav (1695-1700);
- Catedral de la Epifanía en el Monasterio de la Hermandad.
- Catedral castrense de San Nicolás en Kiev (1690-1696) (demolida en 1934);
- Iglesias de la Trinidad y San Nicolás en Baturyn;
- Catedral de la Dormición en Hlújiv.

Las iglesias de Mazepa se caracterizan por el esplendor monumental, por la libre disposición de las diferentes partes del conjunto, por la abundancia de los detalles constructivos y decorativos, y el uso de juegos de luces y sombras concebidos para resaltar las grandes superficies de las iglesias de piedra.
Hay pocos monumentos de esta época barroca que no lleven estampado las armas de Ivan Mazepa: una «T» invertida flanqueada por una media luna y una estrella de seis puntas. Lamentablemente los dos monumentos más representativos, construidos por el arquitecto Osip Startsev, que Mazepa hizo llegar de Moscú, la iglesia de la Epifanía y la catedral Militar de San Nicolás, fueron destruidos en 1934 y 1935 durante la época soviética.

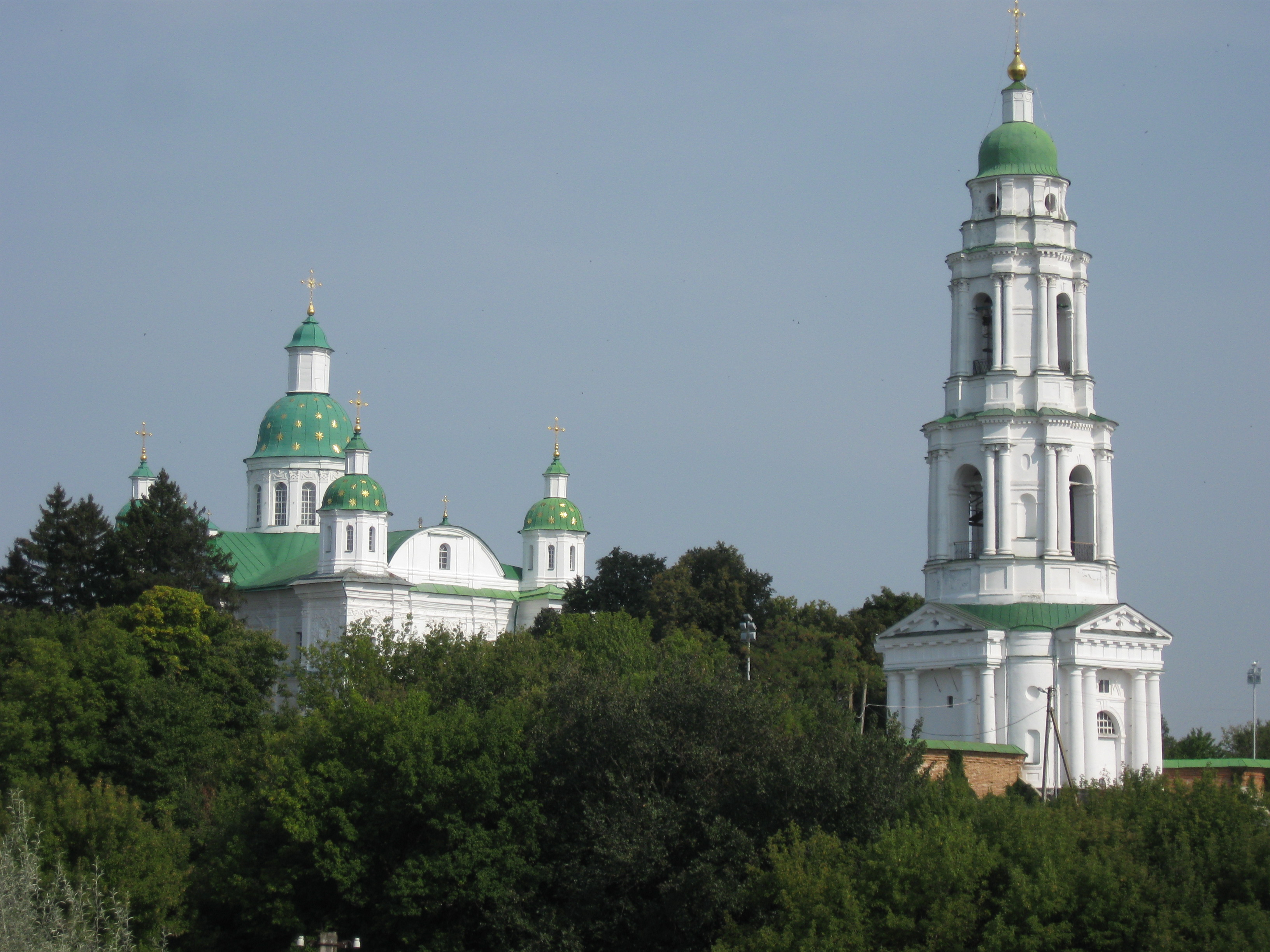
Monasterio de Mhar (1680s-1694)
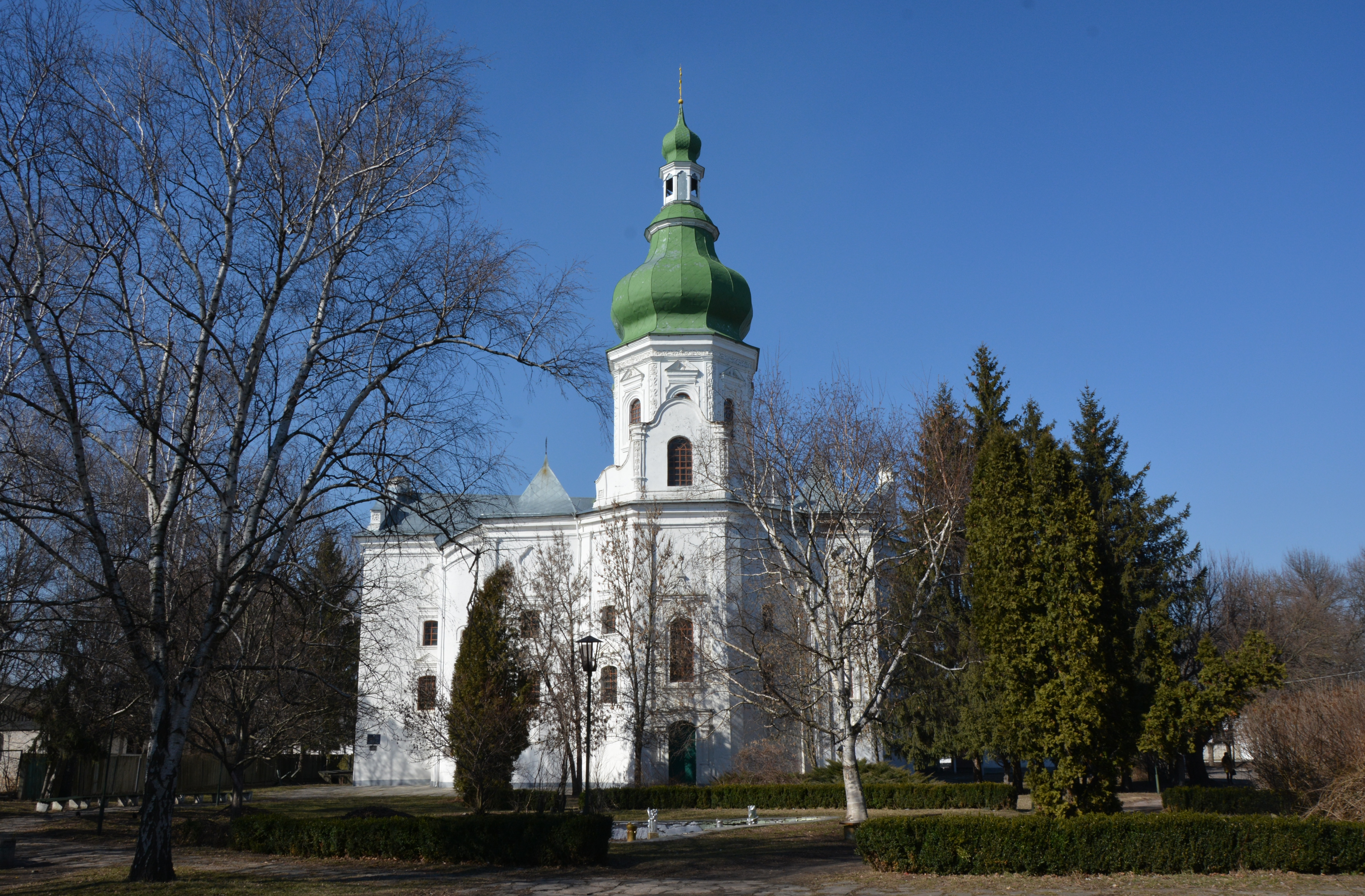
Catedral de la Ascensión de Pereyáslav (1695-1700)
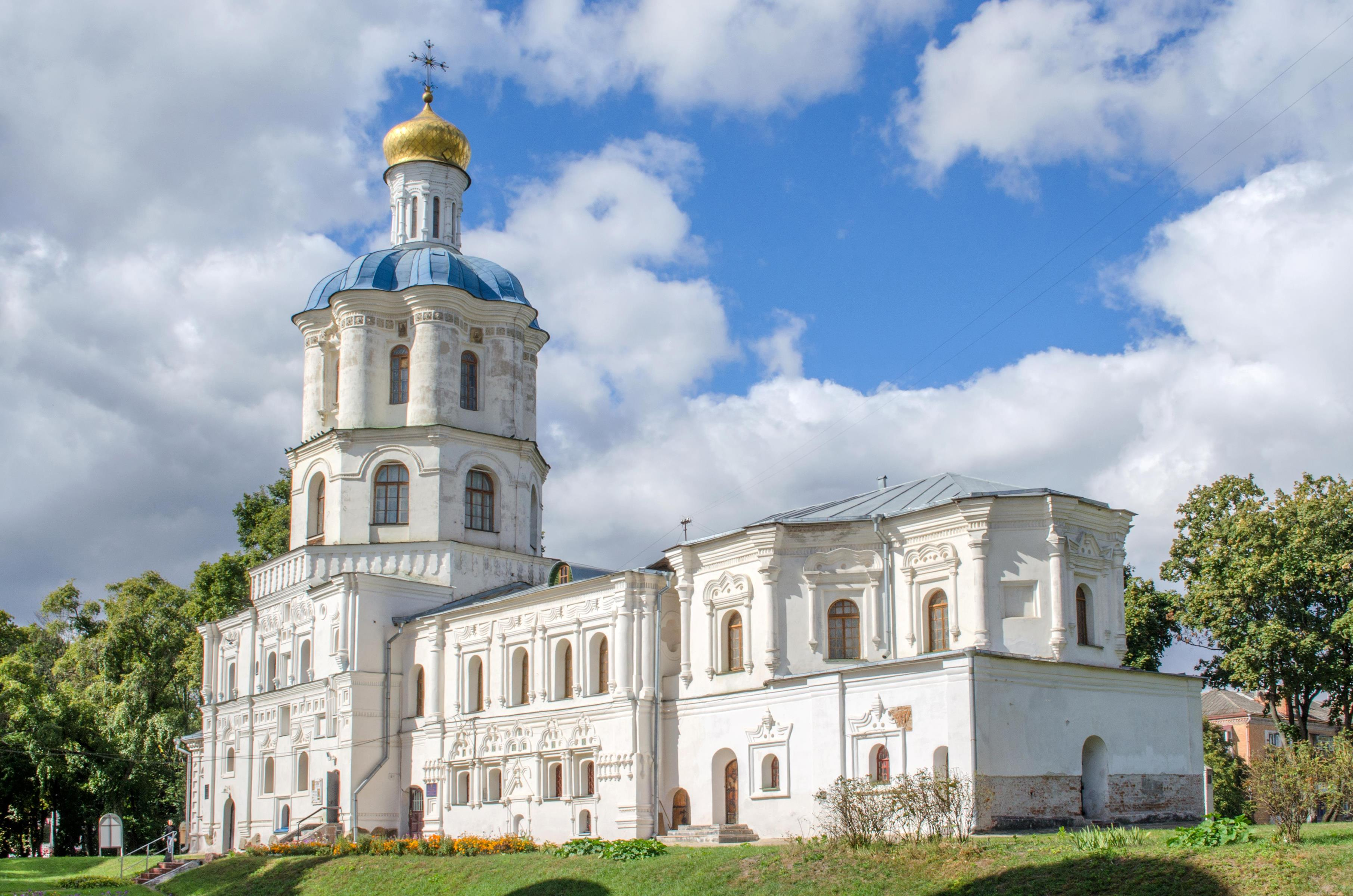
Colegio de Chernígov (1702-1704)
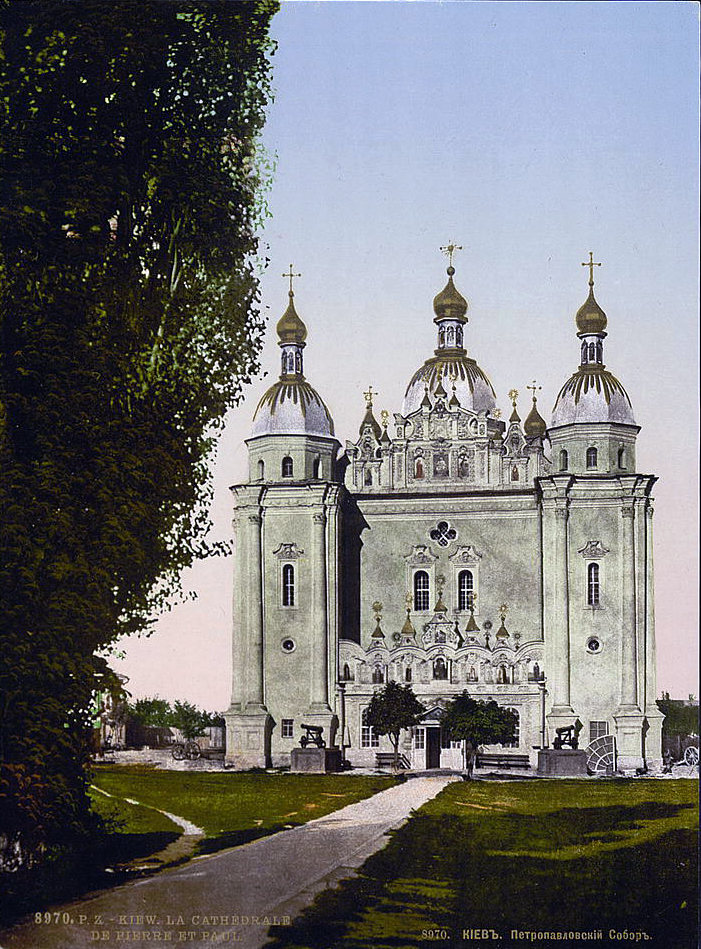
Catedral castrense de San Nicolás (Kiev) (1690-1696) (demolida en 1934)
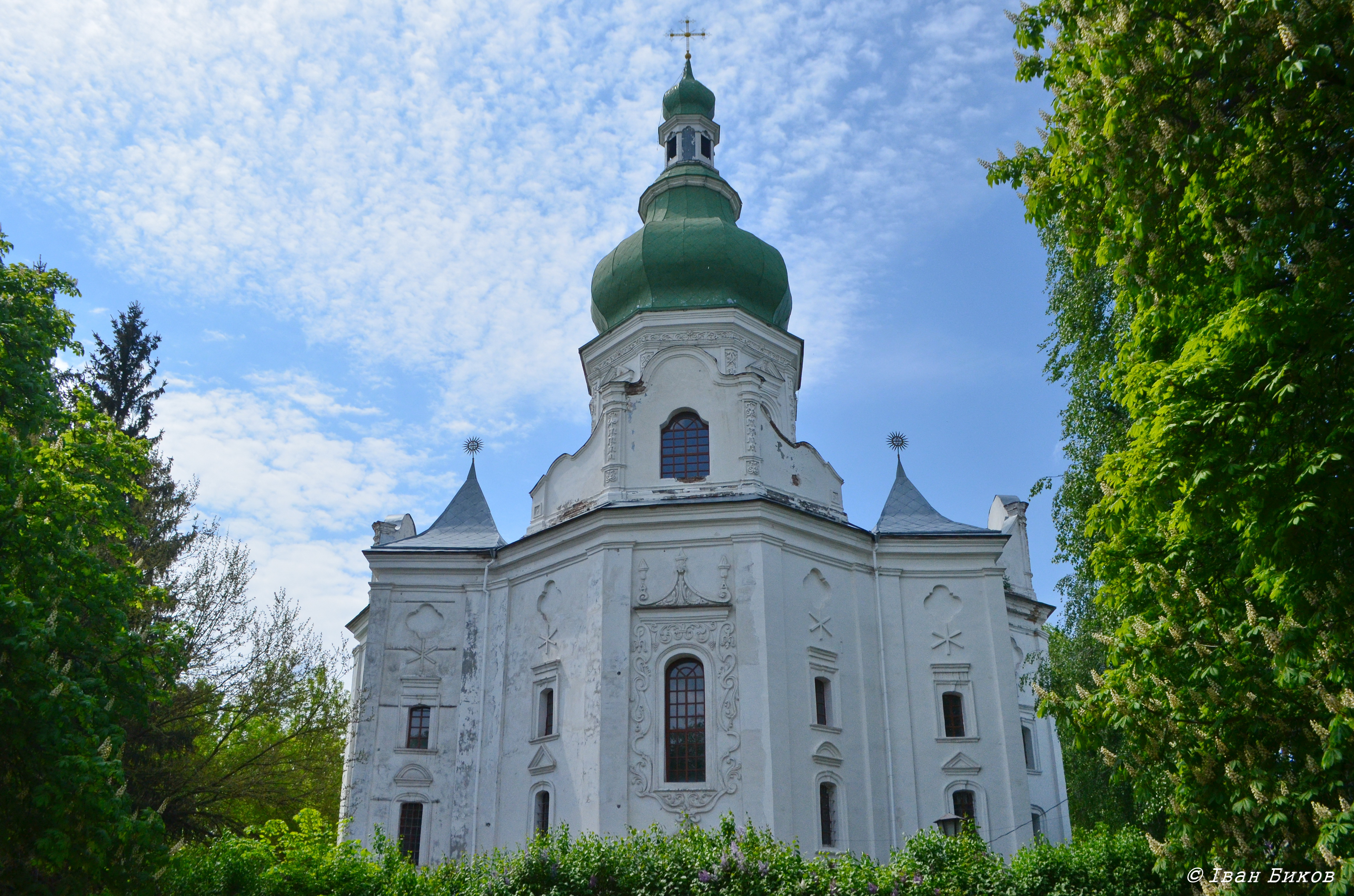
Catedral de la Ascensión en Pereyáslav

En Chernígov también hay importantes edificios barrocos, destacando el ejemplo más famoso de la arquitectura civil barroca ucraniana, el Colegio de Chernígov (1702-1704). También se conservan las casas de los líderes cosacos (como la del coronel Lizogoub en Chernígov), el palacio del hetman Mazeta en Rylsk y el refectorio del palacio (pero este es un ejemplo más antiguo que data de 1677-1679) en el monasterio de Troitse-Ilynskii.

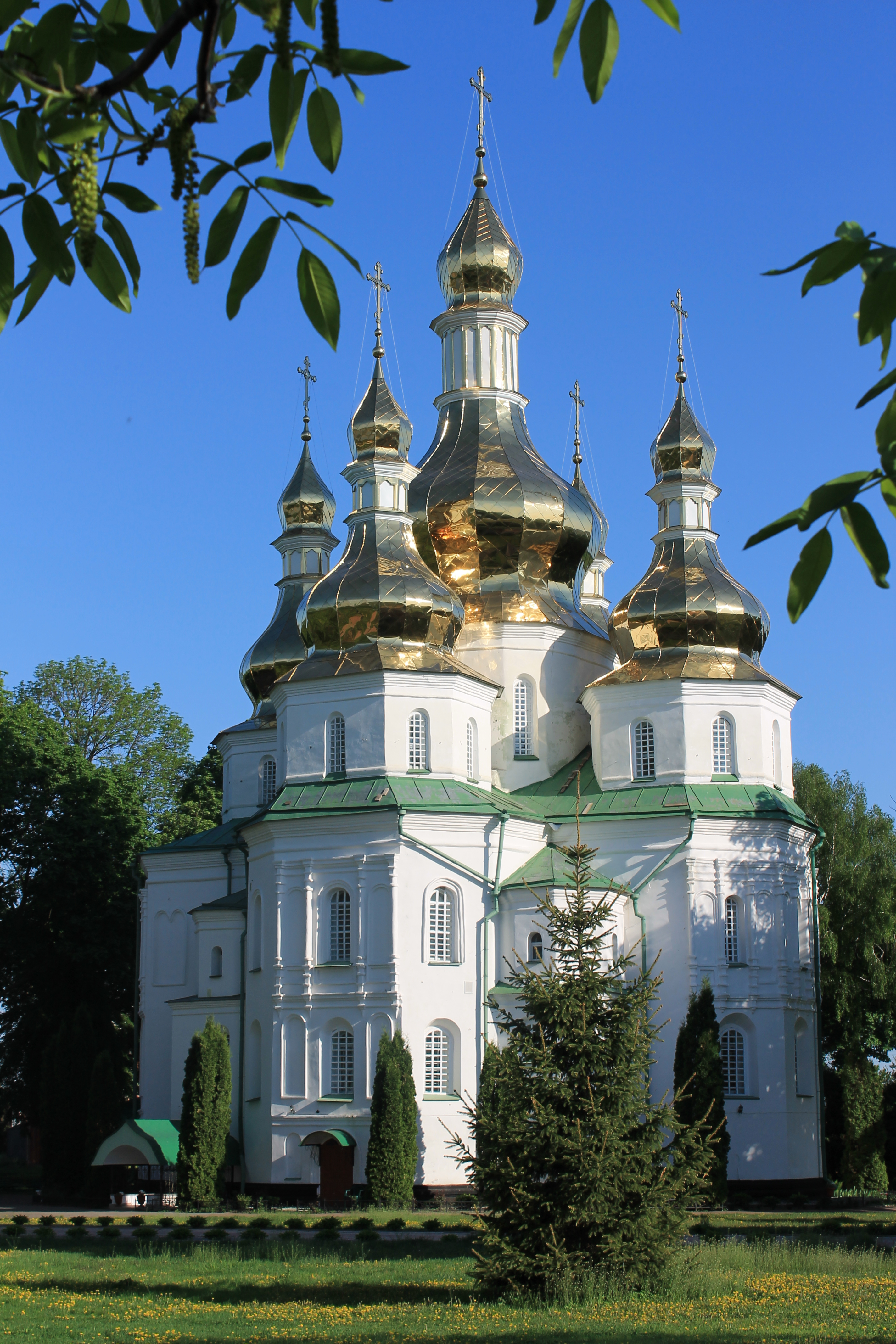
Iglesia de la Trinidad del Monasterio de Hustynia en el óblast de Chernígov (1674)
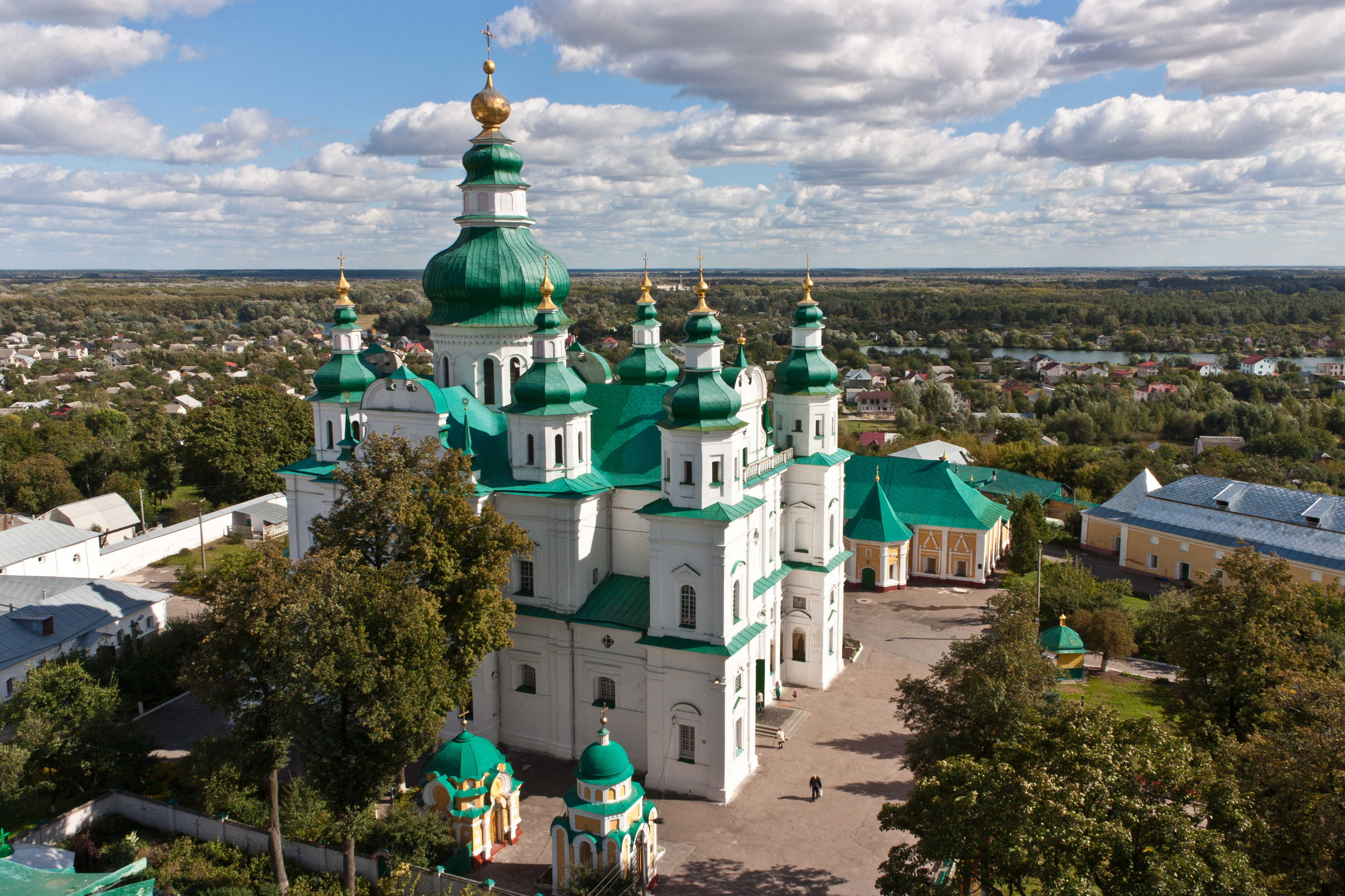
Iglesia y monasterio Tróitski (de la Trinidad) en Chernígov (1679)
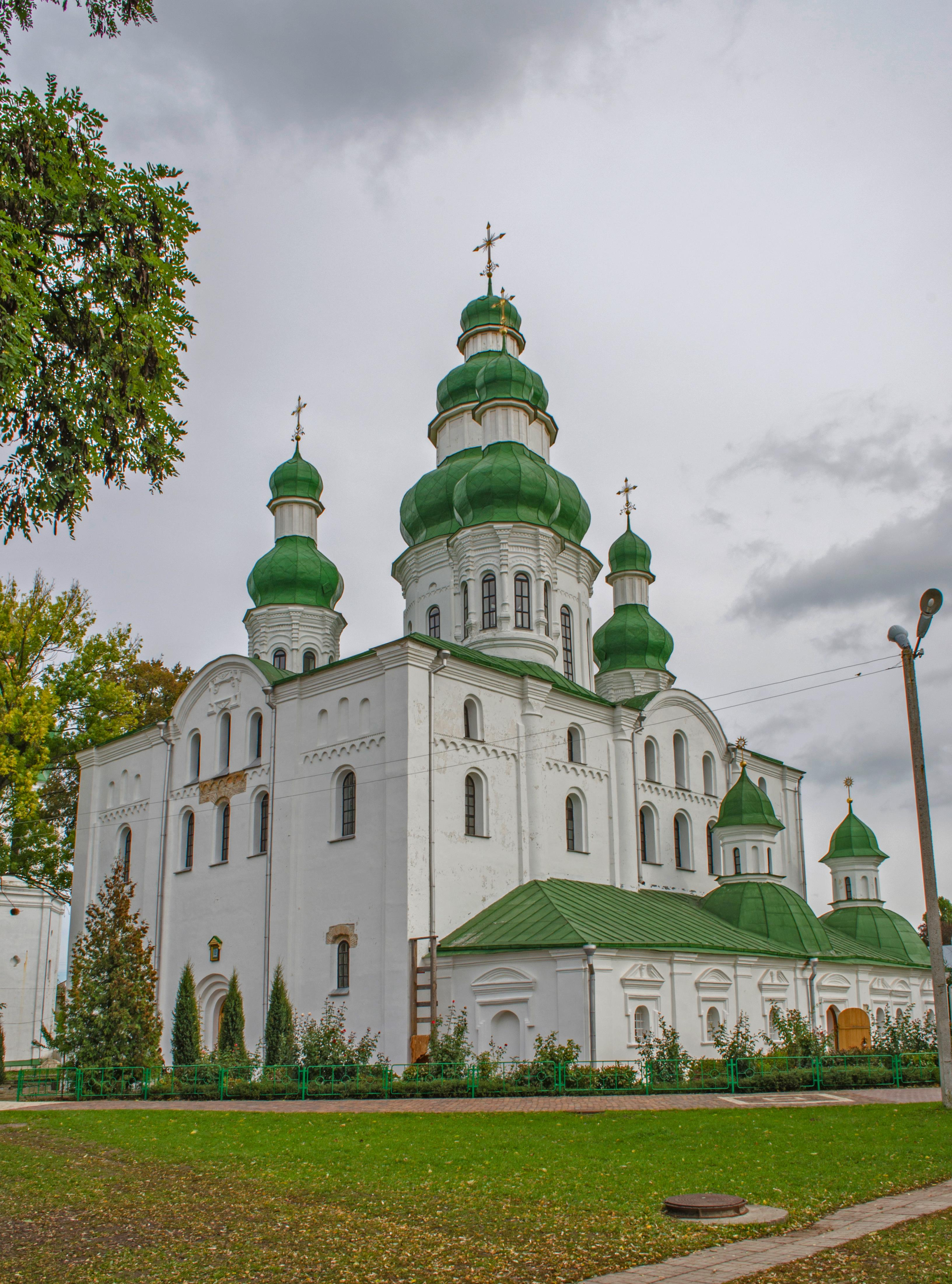
Monasterio de la Asunción Yeletsky, Chernígov (restaurado, 1699-1674)
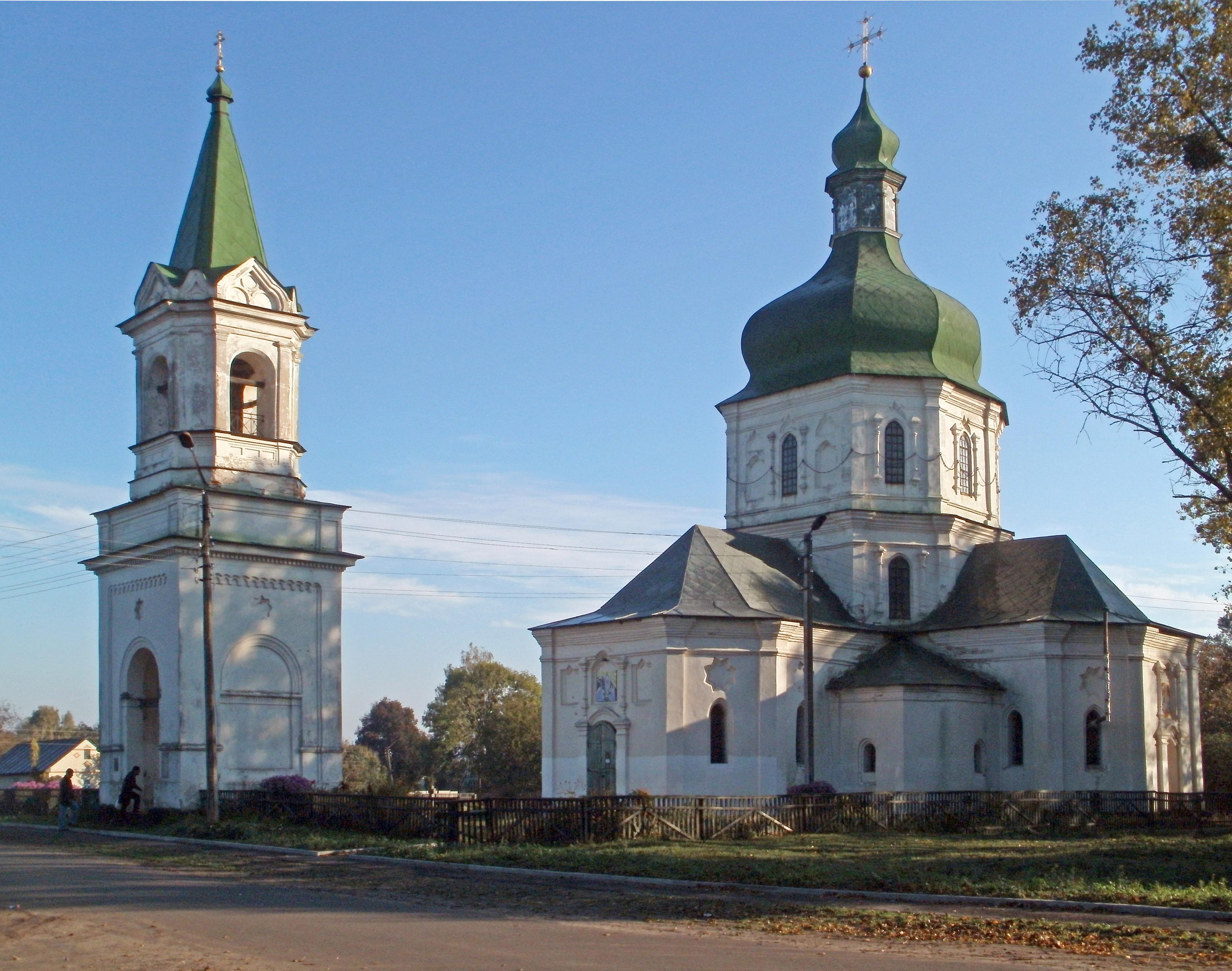
Iglesia-sepultura de Lisogoubov en Siédnev óblast de Chernígov (1690)
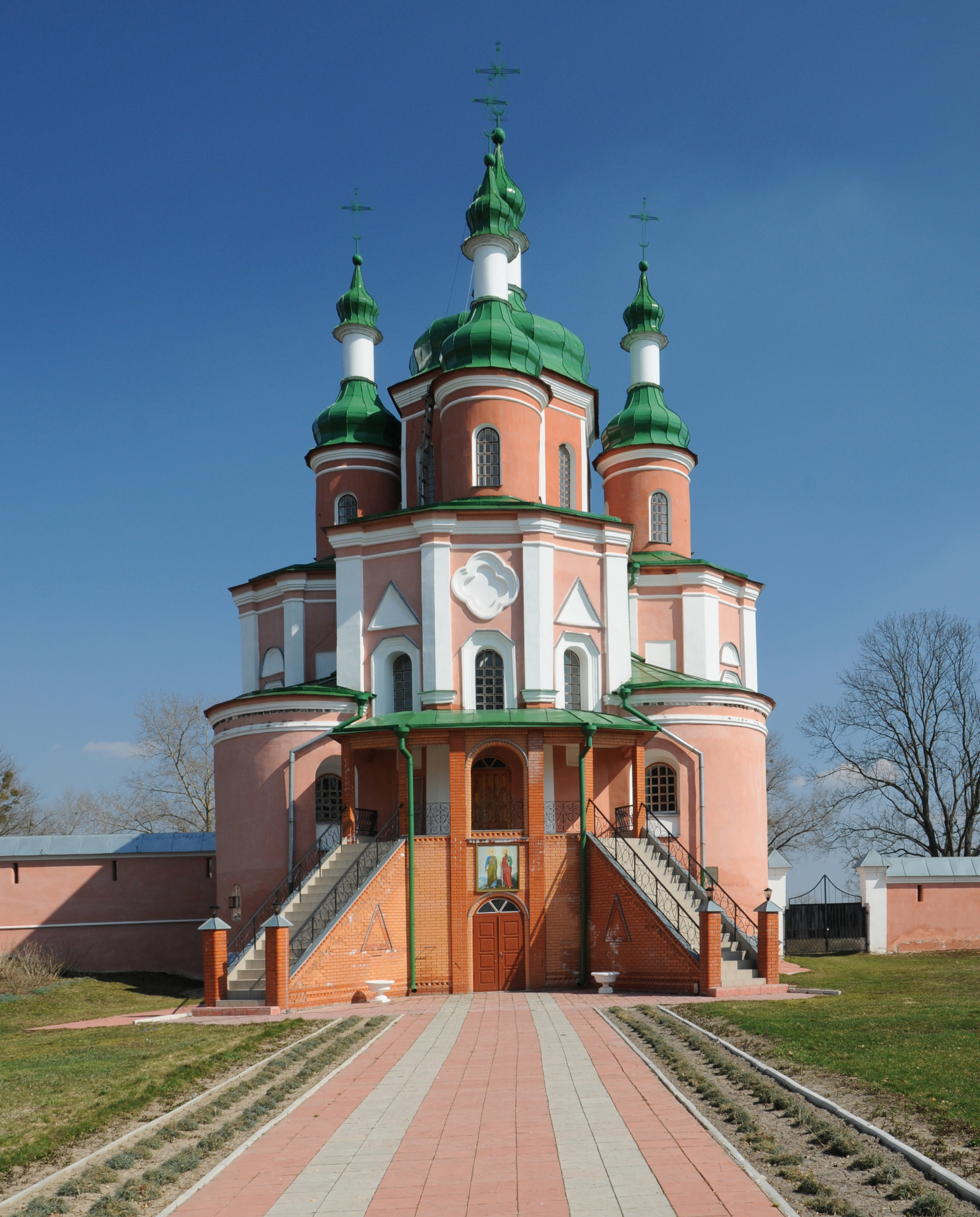
Iglesia de Pedro y Pablo del monasterio de Hustynia en el óblast de Chernígov (1693)

## Los edificios de la Ucrania Slobodá

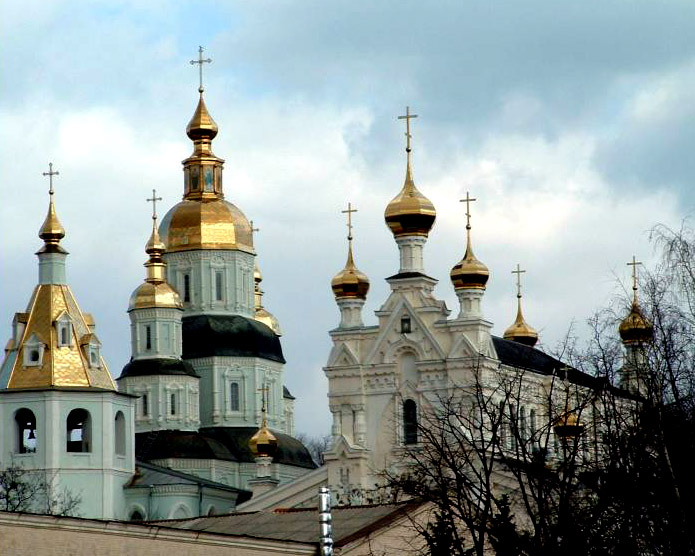
Catedral de la Intercesión del monasterio Pokrovsky (1659-1689) y palacio episcopal de Járkov

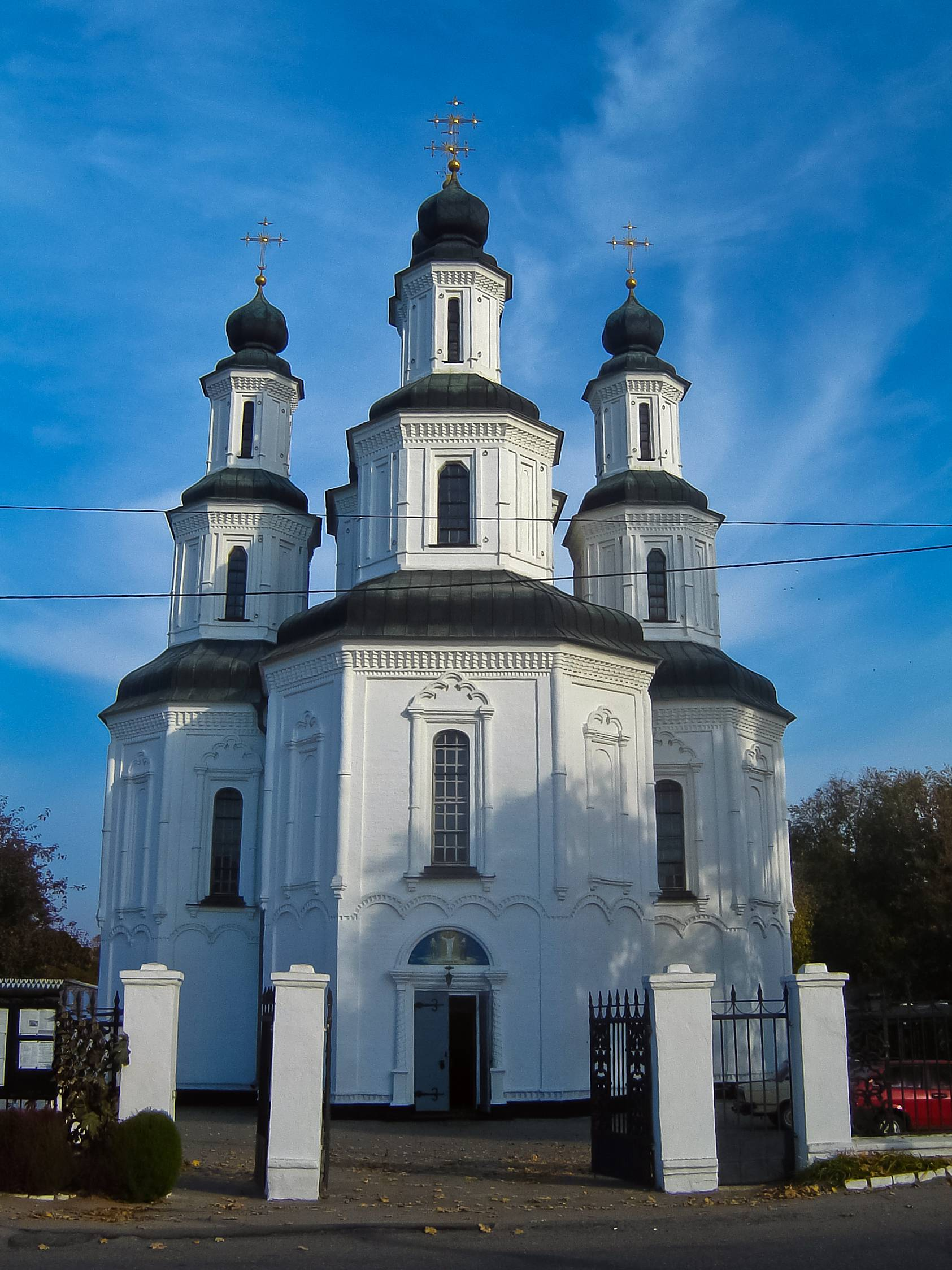
catedral de la Transfiguración de Izium (1682-1684)

Los edificios de la Ucrania Libre o Slobodá son los que presentan la mayor originalidad. La catedral de la Transfiguración de Izium (1682-1684), con sus cinco torreones  pertenece al estilo barroco «cosaco». La catedral de la Intercesión en Járkov (1659-1689), el monasterio de la Lavra de Svyatohirsk (hacia 1684). Hay que suponer que estos tres edificios fueron construidos por un artel fuertemente influenciado por la arquitectura local en madera, probablemente bajo la dirección de Ivan Zarudnyï.
Los edificios de la Ucrania Slobodá de los siglos XVII y XVIII se concentraron en el este de Ucrania y en las provincias occidentales de la Federación de Rusia:
- Catedral cosaca de Starodub (1678, reconstruida en 1744, situada en Rusia pero en la frontera con Ucrania);
- Iglesia de San Nicolás Hlújiv (1693);
- Iglesia de la Resurrección Sumy (1702);
- Catedral de la Trinidad en Belgorod (1707, demolida en la época soviética);
- Catedral de la Intercesión de Ojtirka (1753-1762);
- Iglesia de la Trinidad en el monasterio de Okhtyrka ;
- Iglesia de la Intercesión de Olschany en el óblast de Járkov (1769);
- Iglesia de la Resurrección en el monasterio Kharochevsky, Gobernación de Járkov (1759);
- Catedral de las Tres Cúpulas en Sevsk (óblast de Briansk) en Rusia en la frontera con Ucrania (1718);
- Monasterio de Sven y el Biélobiériejskaia-poustyn en el óblast de Briansk.

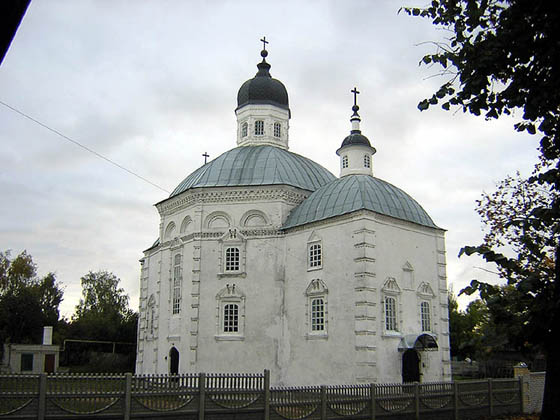
Catedral de Starodub (1678, reconstruida en 1744)
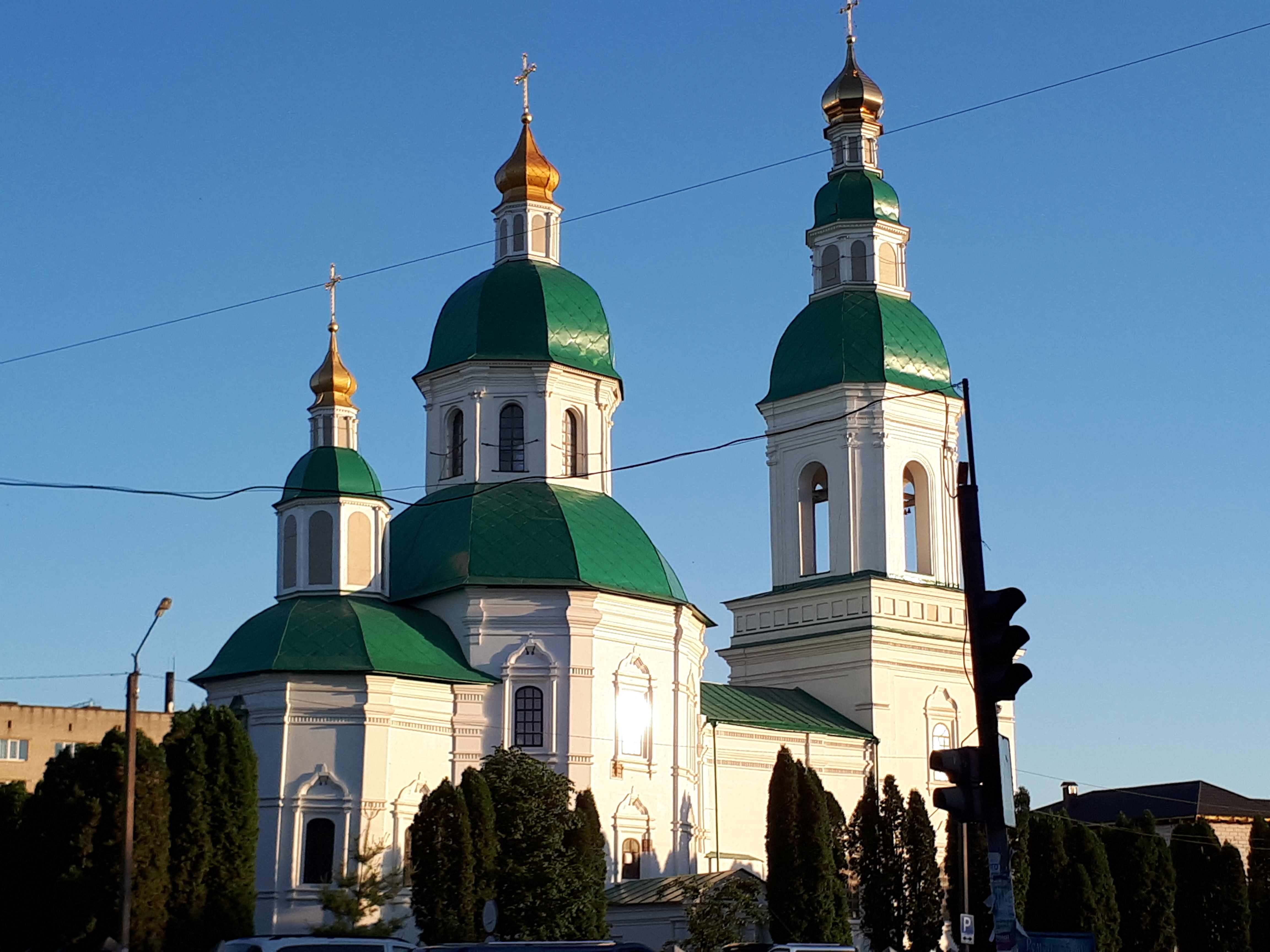
Iglesia de San Nicolás Hlújiv (1693)
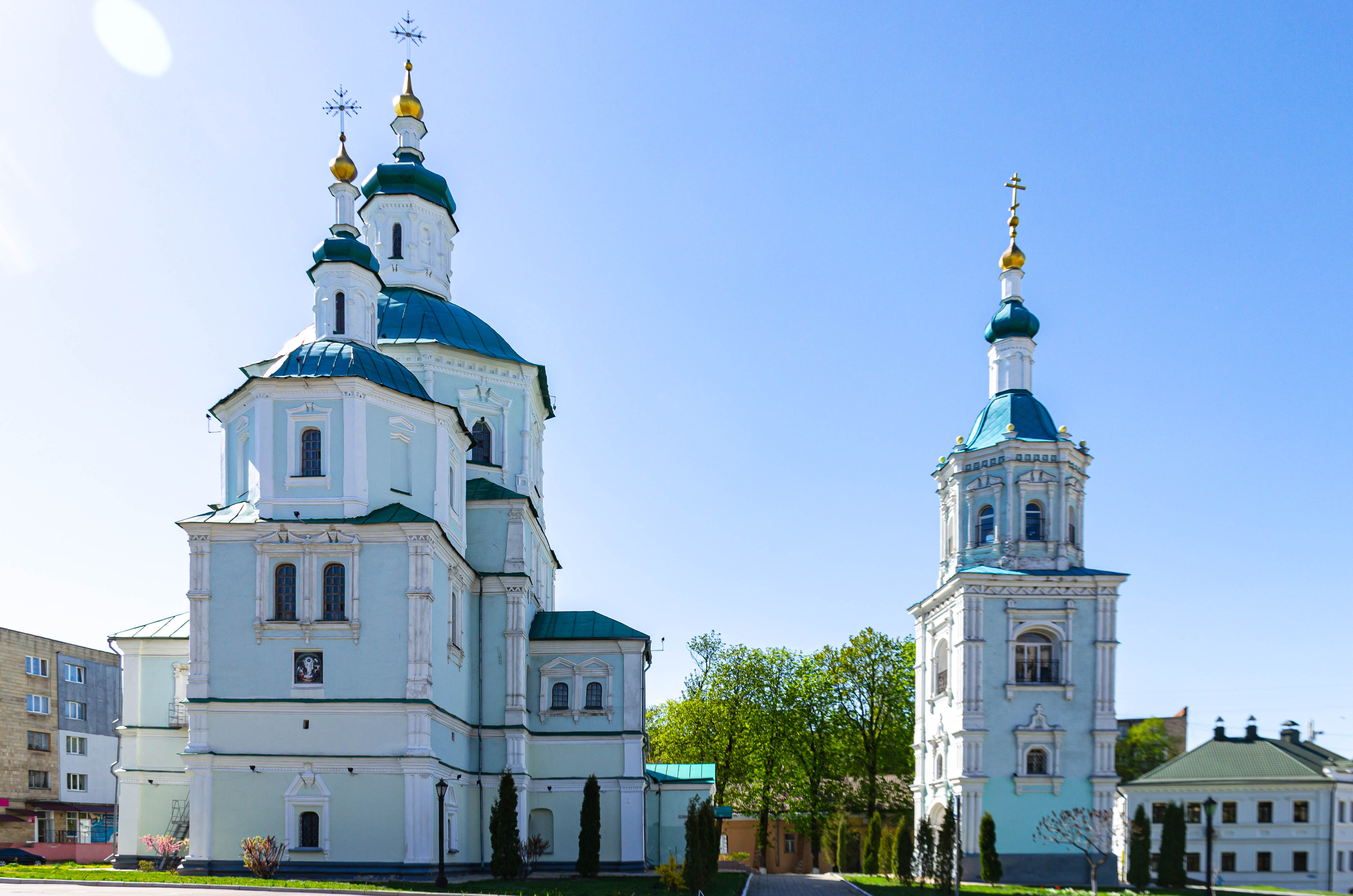
Iglesia de la Resurrección Sumy (1702)
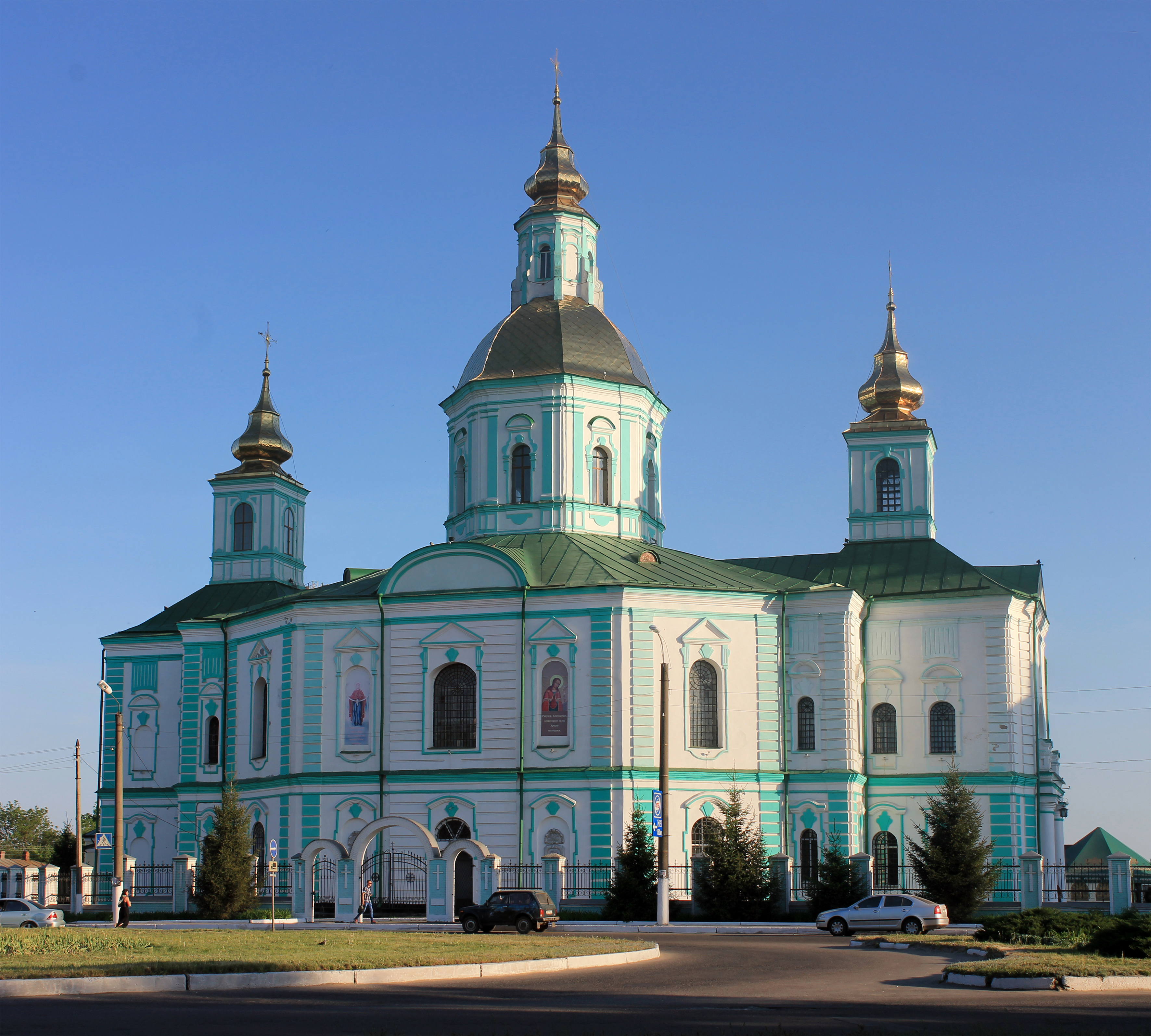
Catedral de la Intercesión de Ojtirka (1753-1762)
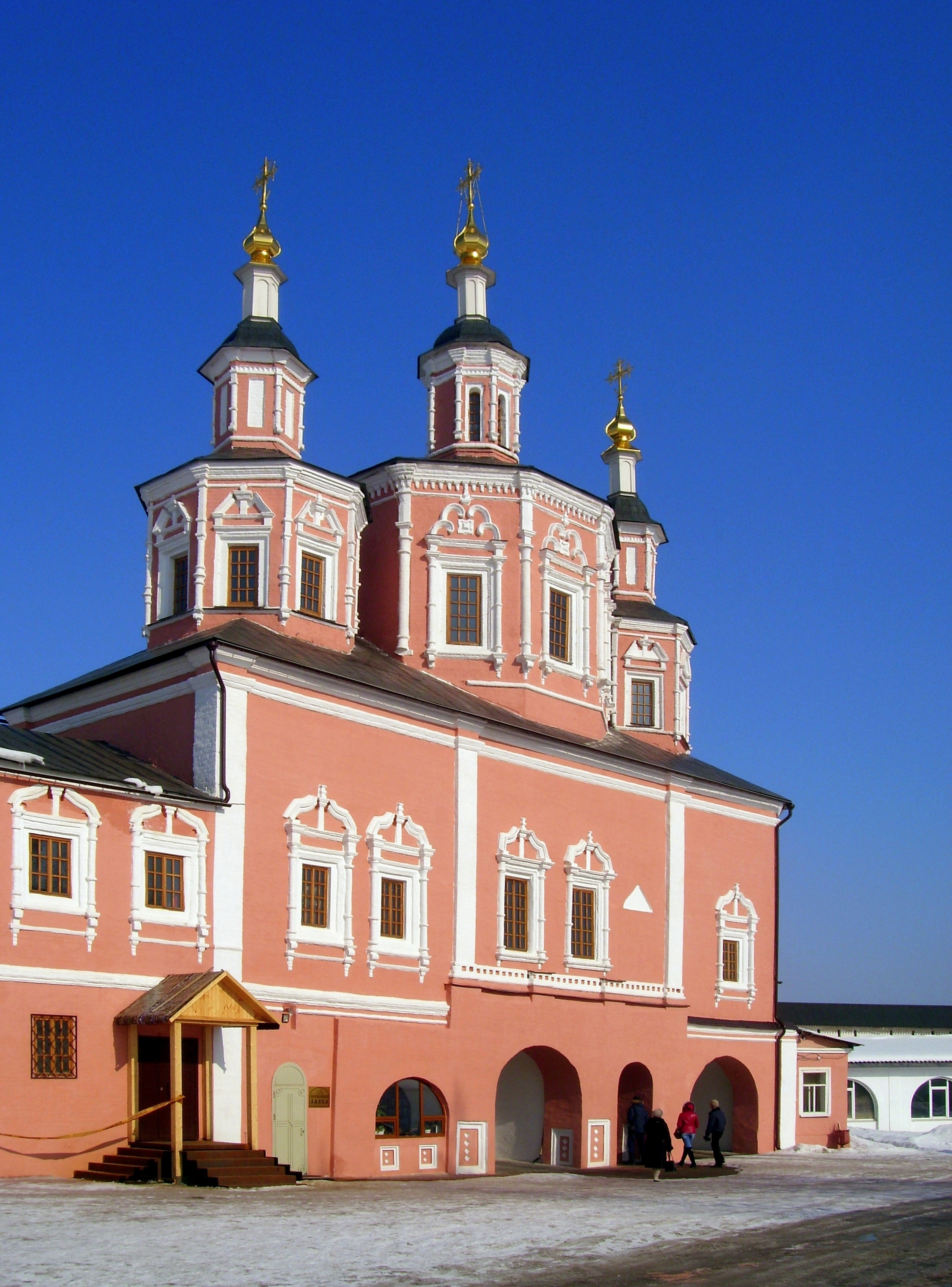
Iglesia de la Presentación (1742) del monasterio de Sven

## La Galitzia ucraniana

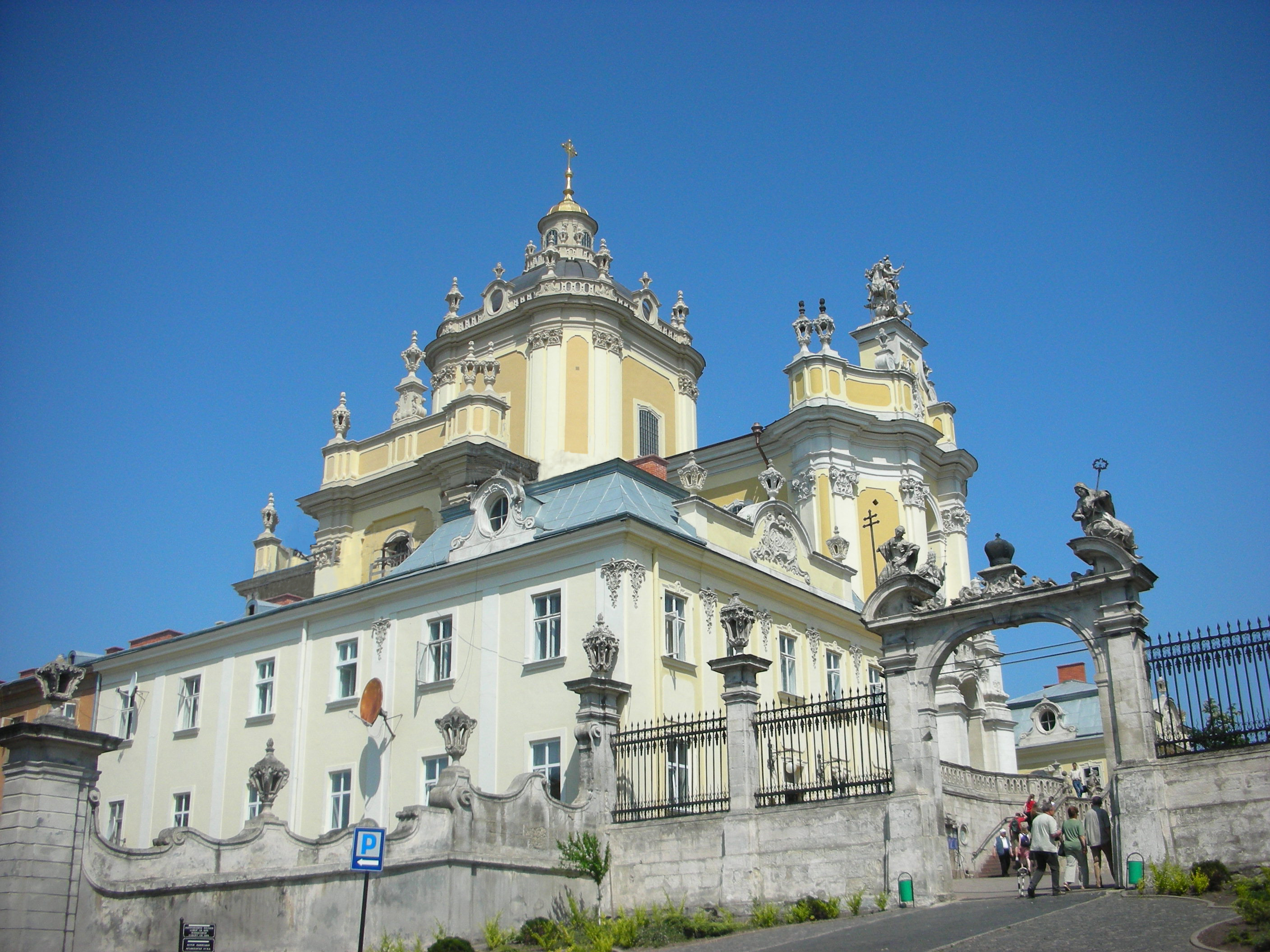
Catedral de San Jorge de Leópolis (1744-1760)

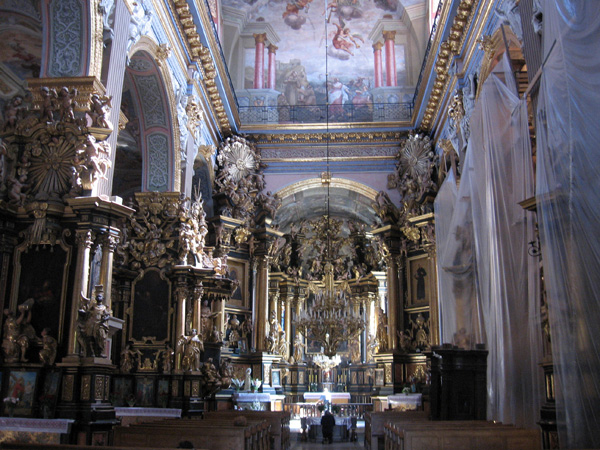
Interior de la iglesia y monasterio de Bernardino (Lviv)

El conjunto arquitectónico del casco antiguo de Lviv (en ruso: Lvov; en alemán: Lemberg) está clasificado como patrimonio de la humanidad por la Unesco desde 1998. La ciudad es la capital de Galitzia y su afiliación política ha variado a lo largo de los siglos, de Polonia a Austria-Hungría, antes de convertirse ya con la URSS, en una provincia oriental de la Ucrania independiente.
El patrimonio de estilo barroco rococó está representada por la catedral de San Jorge (Lviv) (1744), iglesia greco-católica ucraniana (rito ortodoxo adscrito a Roma). La iglesia y el monasterio de los Bernardinos (Lviv) (de 1600 a 1761) representan, en cambio, una mezcla tardía de diferentes estilos cercanos a las escuelas flamenca y alemanas. El interior es de estilo rococó.
La iglesia de los Santos Apóstoles Pedro y Pablo (Lviv) (siglo XVII) cuyo modelo es la iglesia del Gesù en Roma (1580, considerada como la primera iglesia de estilo barroco) es más sobria tanto en la fachada como en el interior como la iglesia de las Bernardinas.
Estas diferentes iglesias pertenecientes al mismo culto greco-católico, representan en Ucrania el movimiento barroco procedente directamente de Polonia: la planta basilical y la ausencia de cúpulas las distinguen claramente de la planta cruciforme de las iglesias bizantinas con tres o cinco cúpulas.

## Pintura
Los mejores ejemplos de pintura barroca ucraniana están en las pinturas y frescos de iglesias tales como Iglesia de la Puerta de la Trinidad en el monasterio de las Cuevas de Kiev.
En la época del barroco ucraniano también se produjo un rápido desarrollo en las técnicas de grabado que se llevó a cabo durante el periodo del barroco ucraniano, estos avances se utilizaron para crear un complejo sistema de símbolos, alegorías, escudos heráldicos y ornamentación suntuosa. A partir del siglo XVII también se produjo un florecimiento de la literatura barroca en Ucrania, que a su vez contribuyó a sentar las bases de la literatura secular rusa.

## Influencias mutuas

El Monasterio de la Trinidad en Tyumen, Siberia, demuestra la influencia ucraniana en los primeros edificios de piedra de Siberia (1715)

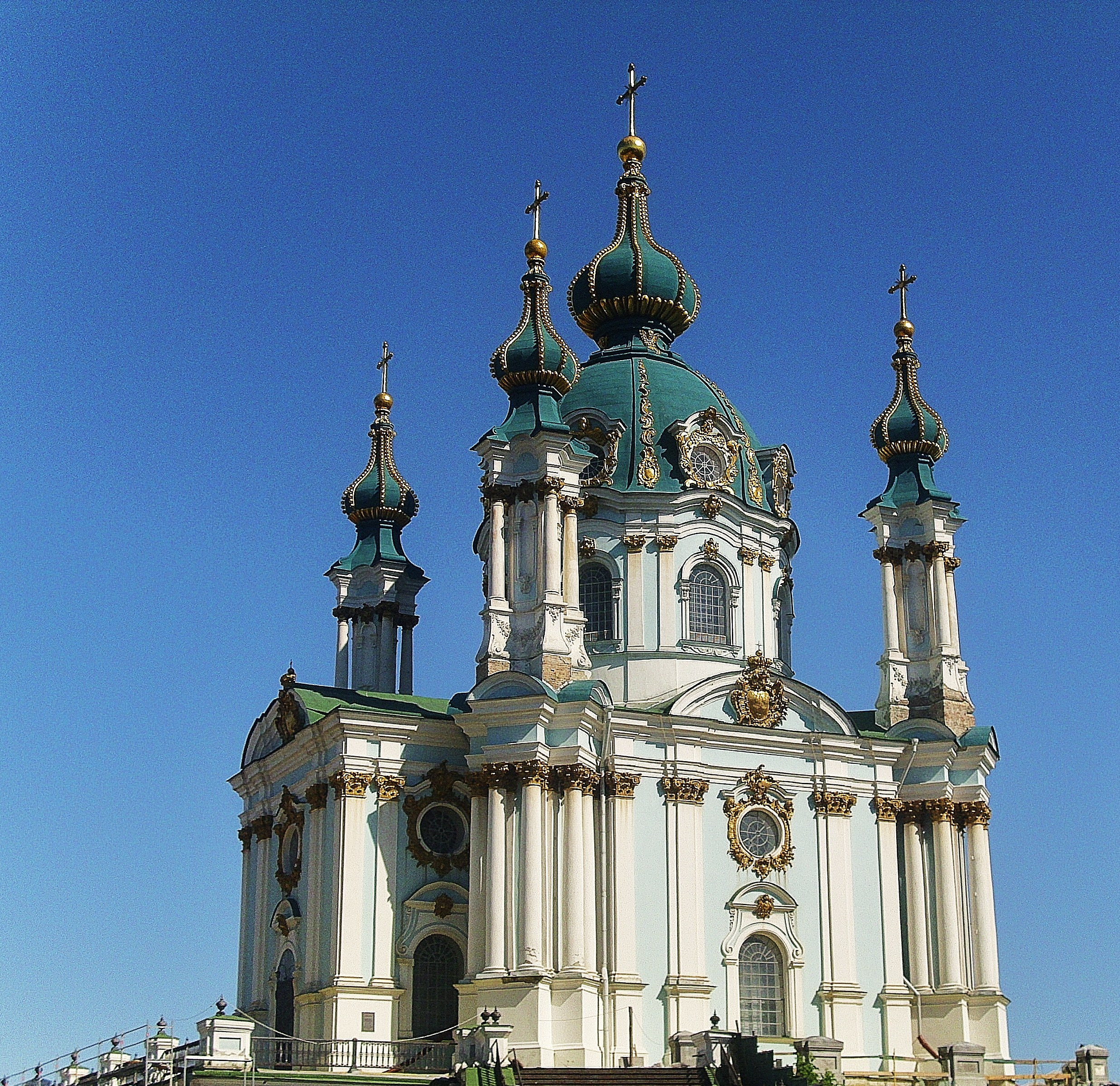
Iglesia de San Andrés de Kiev (1747-1754), obra de Ivan Fyodorovich Michurin según planos de Bartolomeo Rastrelli.

La Ucrania de la margen derecha después del rebelión de Jmelnitski siguió siendo territorio de la República de las Dos Naciones y continuó su evolución de acuerdo con la tradición arquitectónica polaca y los gustos dictados por los ricos mecenas y por la Iglesia católica. Por ello la influencia de los diseños arquitectónicos de madera sobre la arquitectura de piedra se mantuvo sólo indirectamente. Sucedió asimismo en Bielorrusia en el siglo XVIII, donde el estilo barroco de Vilna sustituyó a la austera decoración de estilo sármata. Este estilo de Vilnius se diferenciaba del estilo barroco ucraniano por una mayor fantasía, por el empleo de formas dominantes más verticales y por una decoración complicada.
El barroco ucraniano tuvo una influencia significativa en el desarrollo del movimiento barroco Naryshkin en los siglos XVII y XVIII en Moscú. Fue en la actual capital de Ucrania donde se debe iniciar el estudio de la arquitectura barroca en Rusia. Muchos maestros que demostraron su talento en Moscú procedían de la Ucrania slobodiana. Los préstamos de Ucrania también provinieron de maestros formados en la Universidad Nacional Academia Mohyla de Kiev. A finales del siglo XVII en el Zarato ruso, siguiendo la moda ucraniana, aparecieron edificios de forma octogonal (iglesia del tsarevich Iosef en Ismailova (distrito histórico de Moscú). Otros ejemplos son la cúpula de la catedral del monasterio de Donskoy, según la tradición ucraniana, orientada hacia el este; la Iglesia de Kazán en Uzkoye (alrededor de Moscú), con sus cinco torreones, como las iglesias ucranianas; la moscovita  catedral de Borís y Gleb en Ziouzino (1698-1704).
En Siberia, por ejemplo en Tyumen, la influencia de Ucrania dio origen al «barroco siberiano», tan influido por sus maestros como el «barroco» moscovita 
Sin embargo, la influencia de la arquitectura ucraniana no fue de sentido único. El diseño decorativo ruso también influyó en la arquitectura de los monumentos ucranianos como en el monasterio Molchanskiy en Putyvl. La construcción de la catedral castrense de San Nicolás en Kiev es obra de Osip Startsev, y uno de los edificios más característicos del barroco ucraniano, la iglesia de Todos los Santos del monasterio de la Cueva es obra de Dimitri V. Aksamitov. A mediados del siglo XVIII, los representantes del barroco isabelino (durante el reinado de Isabel I de Rusia (1709-1762)) estuvieron muy activos en Moscú: los arquitectos moscovitas Ivan Fyodorovich Michurin (que diseñó la iglesia de San Andrés de Kiev (1747-1754) según los planos de Bartolomeo Rastrelli y de Dmitri Oukhtomsky (catedral de la Intercesión en Okhtyrka).

## Herederos

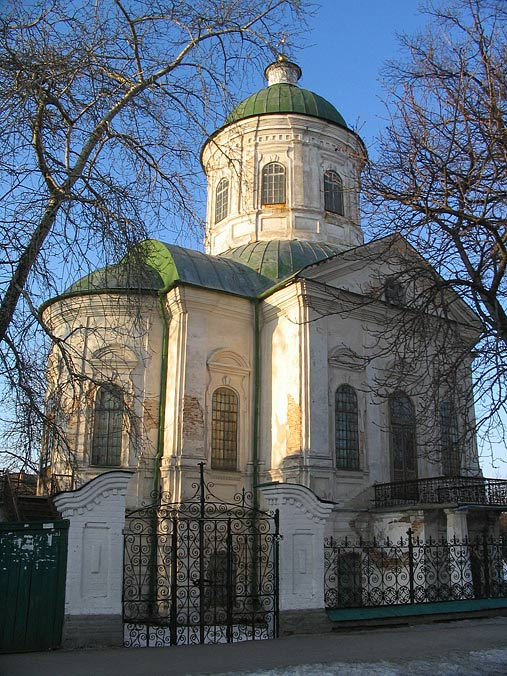
Iglesia de San Juan Evangelista en Nizhyn] (1757). Iván Grigoróvich-Barski representa la transición del barroco al clasicismo

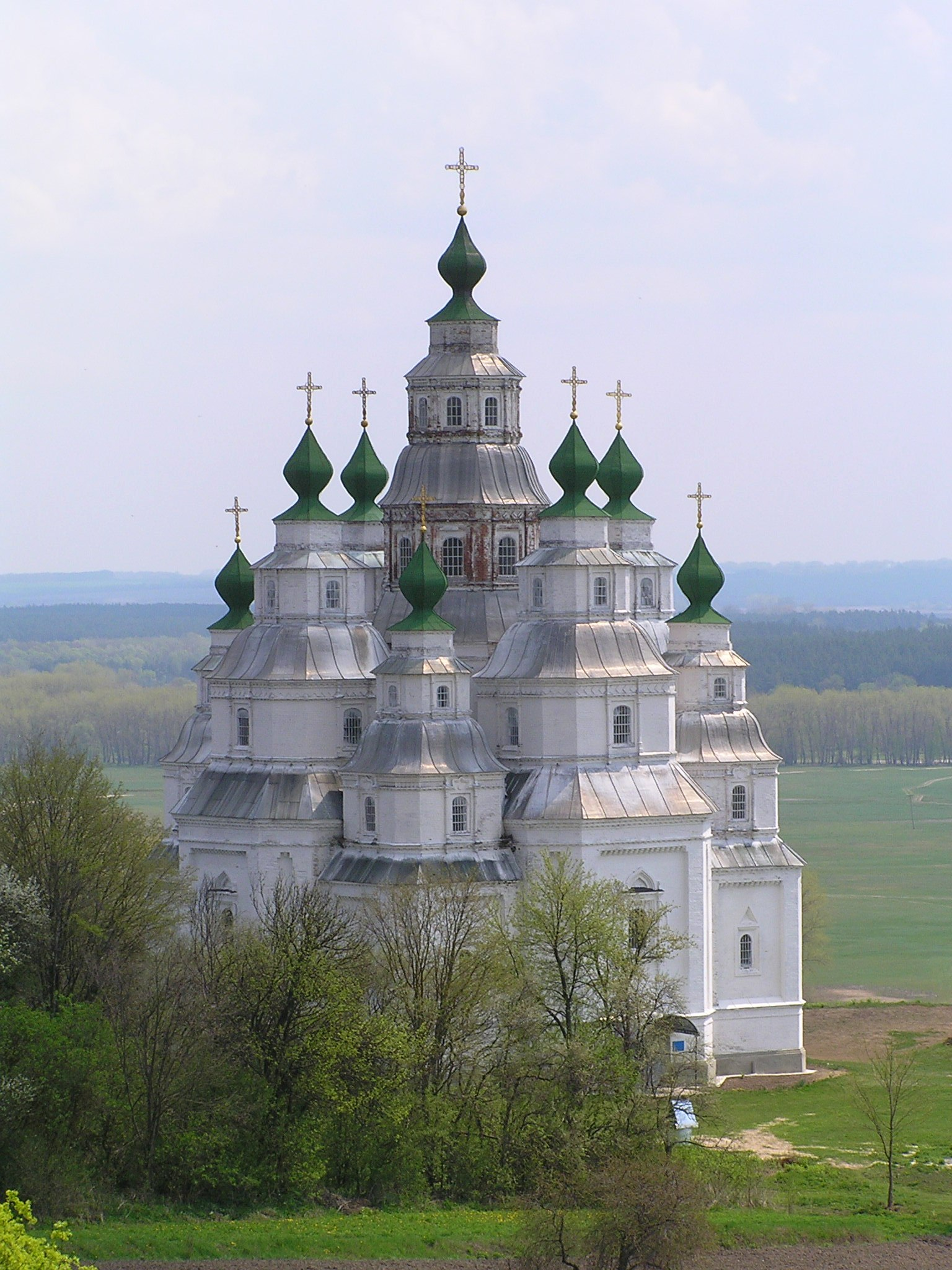
Iglesia de la Intercesión 1902-1907, Plichivets, óblast de Poltava

A lo largo del siglo XVIII, el barroco ucraniano se transformó bajo la influencia de arquitectos de Europa occidental y rusos, que trabajaron en el país: en Kiev, a mediados de siglo, arquitectos como Gottfried Schädel (gran campanario del Kiev Pechersk Lavra) y Bartolomeo Rastrelli (palacio Mariyinsky). La tradición arquitectónica nacional continuó con  Stepan D. Kovnir (catedral en Vassylkiv) e Iván Grigoróvich-Barski (reconstrucción de San Cirilo de Dorogojitch). El último de los hetmanes, Kirill Razoumovski, antes que a los arquitectos locales prefirió a otros que hizo llegar de San Petersburgo. En sus propiedades contó con maestros muy alejados de la tradición ucraniana como Antonio Rinaldi y Andrey Kvasov. Este último no sólo se sintió atraído por la arquitectura local, sino que también pudo escribir una nueva página construyendo la Iglesia de la Natividad de la Virgen (1752-1763) en estilo barroco isabelino (nombrado así por Isabel I de Rusia (1709-1762) y su arquitecto Bartolomeo Rastrelli) en la ciudad de Kozelets, óblast de Chernígov).
Durante el reinado de Catalina II de Rusia la tendencia dominante en la arquitectura fue el clasicismo. Sin embargo, la tendencia retrospectiva siguió siendo muy solicitada y durante todo el siglo XIX la arquitectura religiosa de Kiev y de la margen izquierda del Dniéper retomó los temas del barroco cosaco (las cúpulas en forma de pera, por ejemplo). A finales del siglo XIX y principios del XX aún se construían iglesias estilizadas en el estilo barroco de los siglos XVII y XVIII.
Después de que Ucrania fuera declarada independiente tras la implosión de la URSS en 1991, se llevó a cabo con gran cuidado la restauración de muchos edificios, incluidos aquellos de estilo barroco ucraniano que habían sido destruidos durante el período de ocupación soviética (monasterio de San Miguel de las Cúpulas Doradas de Kiev). Pero también se emprendió la construcción de nuevas iglesias con un espíritu barroco contemporáneo (catedral de la Trinidad en Kiev).

## Arquitectos notables
El escultor barroco ucraniano Johann Georg Pinsel, que estuvo activo a mediados del siglo XVIII en Galitzia, fue objeto de una exposición especial en el Louvre de París en 2012-2013. Pinsel, que demostró una expresividad formal única y magistral y una caracterización muy personal de las draperias, es ahora reconocido como una figura destacada de la escultura barroca europea. El arquitecto barroco ruso Bartolomeo Rastrelli, conocido por diseñar el palacio de Invierno en San Petersburgo y el Palacio de Catalina en Tsarskoe Selo, también hizo contribuciones al estilo barroco ucraniano, diseñando la iglesia de San Andrés y el palacio Mariyinski en Kiev (1744-1752). El palacio se utiliza ahora como residencia oficial del Presidente de Ucrania. El arquitecto gallego-italiano Bernard Merettini diseñó la ornamentada catedral de San Jorge, en Lviv, utilizada como iglesia madre por la Iglesia greco-católica ucraniana.